# Frosinone Calcio
Il Frosinone Calcio, meglio noto come Frosinone, è una società calcistica italiana con sede nella città di Frosinone. Milita in Serie B, la seconda divisione del campionato italiano.
Benché la società sia stata fondata per la prima volta il 5 marzo 1906, se ne fa risalire convenzionalmente l'origine ventidue anni dopo, con la seconda affiliazione alla FIGC e le prime attività agonistiche di rilievo. In seguito alla radiazione dalla FIGC, fu rifondata nel 1945, nel 1959 e nel 1990.
Dopo una lunga militanza nei campionati di Serie C1, Serie C2 e Serie D, nella stagione 2006-2007 ha esordito in Serie B, categoria a cui poi ha preso parte per 13 campionati. Ha conseguito tre promozioni in Serie A nelle stagioni 2014-2015, 2017-2018 e 2022-2023 divenendo la terza squadra laziale, dopo Lazio e Roma, ad aver partecipato alla massima serie ma le tre presenze in Serie A si sono tutte concluse con la retrocessione. In fatto di palmarès il Frosinone ha conquistato, a livello nazionale, un campionato di Serie B (2022-2023), due campionati di Serie C2 (1986-1987 e 2003-2004) e due di Serie D (1965-1966 e 1970-1971).
Tra i club che hanno militato in Serie A, i giallazzurri occupano il 61º posto nella classifica perpetua dal 1929 e hanno la 73ª miglior tradizione sportiva.
Tra le poche società calcistiche italiane proprietarie del proprio stadio, disputa le partite casalinghe allo stadio Benito Stirpe. I colori sociali sono il giallo – da cui il soprannome di canarini – e l'azzurro; altri soprannomi noti sono ciociari, leoni e giallazzurri.

## Storia

### Dalla fondazione nel 1906 agli anni 1920
(Atto costitutivo della Unione Sportiva Frusinate, articolo 1 (5 marzo 1906))

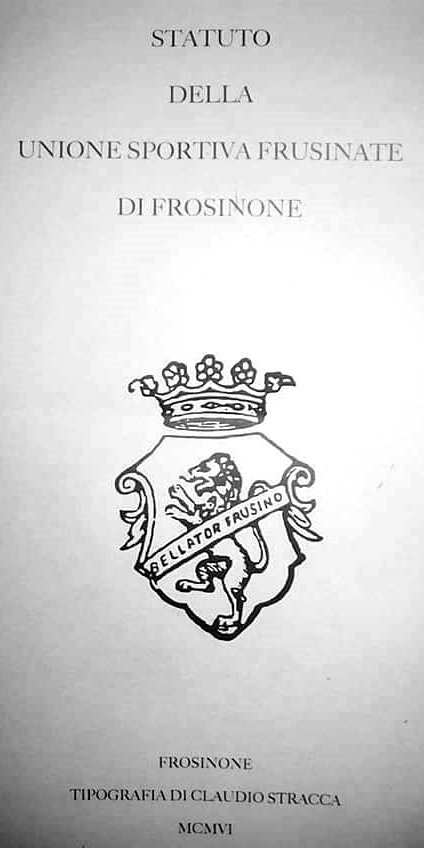
1906, Statuto della Unione Sportiva Frusinate: stemma sociale e anno in lettere romane (MCMVI)

Costituitasi nel 1906, per anno di fondazione la società frusinate si colloca al terzo posto tra quelle ancora in attività nella regione Lazio, dopo la S.S. Lazio (1900) e la S.S. Formia (1905).
Il 5 marzo 1906, l'avvocato Leone Vivoli, futuro sindaco di Frosinone, dette vita alla Unione Sportiva Frusinate. Gli obiettivi nell'atto costitutivo includevano la diffusione di vari sport e tra di essi vi era esplicitamente incluso il calcio.
Il 14 marzo 1906 Il Messaggero così riferiva la notizia: «Composto di una trentina di soci effettivi, si è formato nella nostra città con locali in Corso Vittorio Emanuele n.2 [NB: oggi Corso della Repubblica], un Club sportivo frusinate presieduto dall'avvocato Leone Vivoli. Consiglieri: studente R. Giovannelli - ragioniere G. Tora - ricevitore G. Pesci - ingegnere E. Marzi. Ispettore E. Toscano - segretario Gabriele Antonucci - direttore sportivo Gerardo Bodin de Chadelard».
Anche l'Almanacco illustrato del calcio Panini e il Guerin Sportivo sono concordi nel riportare il 1906 come anno di fondazione del club.
La presenza di attività agonistica di tipo calcistico è corroborata da alcuni documenti immediatamente successivi alla stipula dello statuto societario, tra cui una foto risalente al 1907, tratta dall'archivio Bottoni, che mostra una squadra giovanile di calciatori frusinati di età probabilmente compresa tra i 10 e i 12 anni.
Il Messaggero sottolineava, nell'edizione del 1º febbraio 1907, il riscontro acquisito in breve tempo dal nuovo sodalizio sportivo in città: «Questa unione sportiva che ha per principale scopo l'educazione fisica, stante il sempre crescente numero di soci, ha occupato nuovi locali [...] Il geniale ritrovo è frequentato dalle più stimabili persone della città che lodano e incoraggiano il salutare sviluppo dell'Associazione».
I primi colori sociali, come specificato nell'atto costitutivo all'articolo IV, furono il rosso e il blu, ripresi dallo stemma cittadino.. Esso mostrava un leone rampante su uno sfondo rosso e una fascia trasversale di colore blu con il motto "Bellator Frusino". Visto il costo delle divise dell'epoca è inverosimile che la divisa rossoblu sia stata indossata sin dall'inizio. Lo Statuto societario all'articolo III affermava, con impostazione piuttosto moderna per l'epoca, che il sodalizio sportivo si asteneva da qualsiasi attività di carattere politico e religioso.
Il primo campo da gioco adottato dalla società si trovava a Frosinone lungo l'odierna via Cicerone (ai tempi denominata via Casilina Nord) nelle vicinanze della villa comunale, mentre lo storico Stadio Matusa (che avrebbe resistito, con modifiche ed ampliamenti successivi, fino al 2017) fu edificato solo nel 1932.
Art. II - L'Unione Sportiva Frusinate ha sede in Frosinone, in corso Vittorio Emanuele n.2 ed è composta da soci effettivi, onorari, patrocinatori ed allievi. I soci effettivi pagano una tassa di ammissione di L 3 e una quota mensile di L 1. I soci allievi pagano una tassa di ammissione di L 1 e una quota di L 0,50 mensili
Art. III - L'Unione Sportiva Frusinate non persegue alcuna finalità di carattere politico o religioso e si astiene da ogni qualsiasi pratica riconducibile a codeste attività
Art. IV - I colori ufficiali della Unione Sportiva Frusinate sono quelli della città di Frosinone, ovvero il rosso e il bleu. I segni distintivi del sodalizio sono appannaggio della Assemblea dei Soci
Art. V - L'Assemblea dei Soci elegge: il presidente, il vicepresidente e i revisori dei conti. Possono ricoprire cariche ufficiali solo i soci effettivi
Art. VI - Chiunque voglia entrare a far parte della Unione Sportiva Frusinate deve indirizzare alla Presidenza una domanda di ammissione controfirmata da due soci effettivi quali presentatori. La richiesta di ammissione sarà esposta in apposito albo nella sede sociale per un periodo non inferiore ai 7 giorni, per dare modo ai soci di presentare eventuali osservazioni al riguardo. L'ammissione deve essere deliberata all'unanimità dalla Assemblea
Art. VII - Le dimissioni da socio devono essere comunicate al Presidente per lettera raccomandata con ricevuta di ritorno almeno tre mesi prima della conclusione dell'anno successivo
Art. VIII - La radiazione dall'albo dei soci avviene per gravi motivi o per insolvenza, dopo tre mesi e previo avviso di morosità
Art. IX - Le deliberazioni della Assemblea sono valide purché vi partecipino la metà più uno dei soci effettivi
Lo stesso club, tuttavia, ha scelto convenzionalmente come propria data di origine non la fondazione della polisportiva (5 marzo 1906), come da prassi ampiamente consolidata con esempi illustri quali il Genoa (1893) ed il Milan (1899) (polisportive che comprendevano cricket e football), ma bensì il cambio di denominazione in CXIX Legio M.V.S.N. Frosinone e la sua conseguente affiliazione alla FIGC avvenute oltre vent'anni dopo, il 19 settembre 1928.
Tale modalità appare assai inusuale se si considera la costituzione di molte altre società sportive, come ad esempio la Società Podistica Lazio (la quale, fondata nel 1900, si affiliò alla FIGC nel 1908 e istituì una sezione calcio solo nel 1910) oppure il Genoa Cricket and Football Club (che si affiliò cinque anni dopo essere stato creato come polisportiva).
In realtà, prima ancora del cambio di denominazione sociale indotto dal regime fascista, l'U.S. Frusinate aveva già ottenuto l'affiliazione alla FIGC nel 1923 e si era occupata dell'attività agonistica figurando nei ranghi federali del campionato di Quarta Divisione Lazio 1923-1924 nel girone B, come confermato anche dal sito ufficiale della FIGC - Comitato regionale Lazio.
Il team ciociaro in quel periodo a livello organizzativo era coordinato da Augusto Diamanti, figura di riferimento che era a capo dei dirigenti della società. Nella formazione titolare giocavano tra gli altri: Biagi (portiere), Armando Niro, Nobili, Magni, Luigi Diamanti, Dante e Giulio Toscani, Aldo e Renato Calmanti (quest'ultimo sarebbe stato capitano anche per tanti anni a venire, militando anche in Prima Divisione fino a metà degli anni '30, quando morì improvvisamente di infarto all'età di 29 anni).

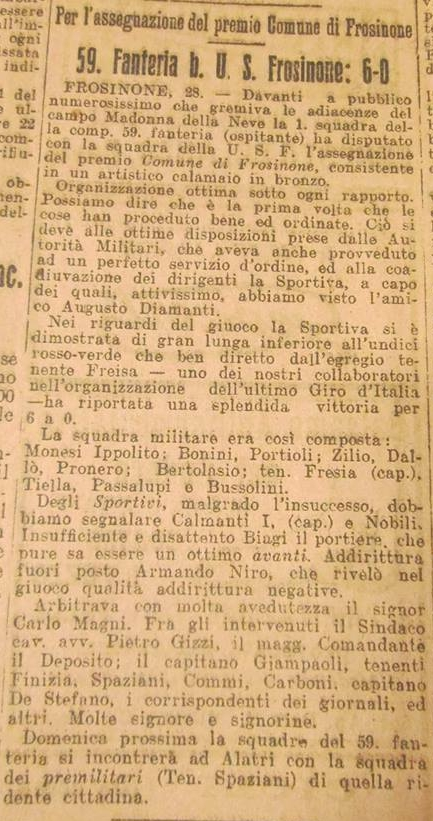
La Gazzetta dello Sport: 28/6/1922, 59º Fanteria-U.S. Frusinate

L'attività della compagine frusinate all'inizio degli anni 1920 è testimoniata dalle cronache sportive dell'epoca, tra le quali un articolo del 1922 pubblicato su La Gazzetta dello Sport. Esso riporta la descrizione della gara giocata il 28 giugno 1922, presso il Campo Madonna della Neve di Frosinone, tra il 59º Fanteria Frosinone e la U.S. Frusinate. L'incontro ufficiale, diretto dall'arbitro Carlo Magni e disputato alla presenza del sindaco Piero Gizzi e delle autorità militari, era valevole per l'assegnazione del premio Comune di Frosinone. La vittoria andò alla selezione dell'Esercito per sei reti a zero. Nella file di quest'ultima erano schierati giocatori di esperienza come Vincenzo Fresia, quattro volte campione d'Italia con la Pro Vercelli ed ex maglia numero 9 in Nazionale, il quale prestava servizio come tenente a Frosinone nel 59º Reggimento Fanteria.
In un altro match giocato il 27 agosto dello stesso anno, la squadra frusinate raggiungeva nella ripresa sul definitivo 1-1 i rossoneri del C.S. Alatri grazie ad una marcatura del proprio capitano Renato Calmanti.
In quel periodo la presenza di giocatori di categoria nella selezione militare stimolò l'attività agonistica dell'Unione Sportiva Frusinate, la quale era schierata in campo con i colori sociali bianco ed azzurro.

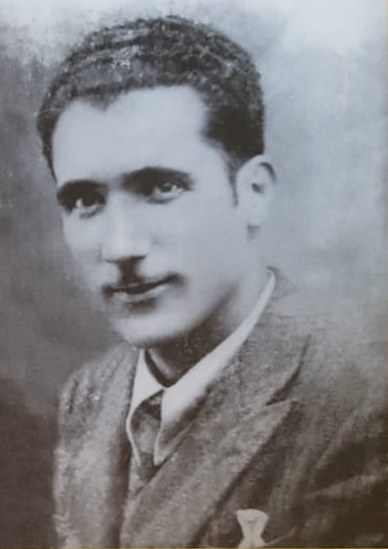
Calmanti, capitano di U.S. Frusinate e Bellator Frusino

Dopo l'affiliazione alla FIGC del 1923 e l'iscrizione alla IV Divisione Lazio, nel 1925 la Unione Sportiva Frusinate passò il testimone alla nuova Società Sportiva Alba Frusinate.
Alla fine del decennio l'attività sportiva a Frosinone ricevette nuovo impulso dalle politiche fasciste di incentivazione all'eserczio fisico e allo sport, nonché dalla espansione economica e politica che la città attraversò in seguito all'istituzione della nuova provincia di cui divenne capoluogo nel 1927. In questo contesto il 19 settembre dell'anno successivo la società cambiò di nuovo denominazione in Gruppo Sportivo CXIX Legione M.V.S.N. Frosinone, affiliandosi quindi nuovamente alla Federazione Italiana Giuoco Calcio. Il 25 settembre la squadra si iscriveva al campionato di III divisione girone B.
Il 17 ottobre 1929 il giornale sportivo Il Littorale riportava la notizia dell'affiliazione della nuova Polisportiva Bellator Frusino alla FIGC. La polisportiva, che raccoglieva l'eredità dalla CXIX Legione M.V.S.N. Frosinone, era guidata da Pier Luigi Tinelli. La squadra partecipò al campionato di III Divisione girone C, mentre la stagione seguente fu inserita nel girone B.

### Gli anni 1930 e 1940: esordio e ritorno in Serie C
All'inizio degli anni 1930 il campo da gioco era ubicato in località Madonna della Neve; successivamente si giocò in via Casilina Nord e in via Valle Fioretta (nelle vicinanze del Casaleno, dove oggi sorge il Benito Stirpe), mentre lo storico stadio comunale, nel quale il Frosinone Calcio ha giocato fino al 2017, venne costruito nel 1932 su progetto dell'ingegner Edgardo Vivoli.

1933-1934, Cavallini in maglia giallazzurra

La prima squadra di calcio frusinate che si rivelò competitiva a livello agonistico fu espressa dalla Polisportiva Bellator Frusino, nata nel 1929 dalla CXIX Legione M.V.S.N. Frosinone attraverso un cambio di denominazione societaria. I colori sociali del sodalizio furono inizialmente il rosso e il blu (colori che richiamavano lo stemma cittadino), diventando poi giallo chiaro e infine giallo e azzurro (colori presenti sullo stemma della nuova provincia istituita pochi anni addietro).
Questa formazione infatti, dopo alcuni campionati di III Divisione e un anno nel torneo provinciale Ulic del Basso Lazio (con le due squadre Frosinone I in giallazzurro e Frosinone II in biancoverde), riuscì ad arrivare nel 1934 alla Prima Divisione (che di lì a un anno fu ridenominata Serie C); determinante fu in questo periodo la figura del presidente Emilio Frongia.
Curiosamente indossò la maglia del Frosinone anche Giuseppe Meazza, in quel periodo già capocannoniere e trascinatore dell'Ambrosiana-Inter verso lo scudetto nonché futuro campione del mondo con la Nazionale, che fu schierato il 14 aprile 1932 in una partita amichevole contro la Lazio e andò a segno nella seconda frazione di gioco.
Nella seconda metà degli anni 1930 la Bellator Frusino si sciolse, venendo sostituita dal Fascio Giovanile di Combattimento Frosinone (F.G.C.) che disputò vari tornei a livello interprovinciale. Con la venuta della guerra tutti i campionati vennero sospesi e la squadra di calcio frusinate scomparve.
La rinascita del Frosinone avvenne nel campionato 1945-1946: i ciociari disputarono il campionato di Seconda Divisione Lazio salendo in Prima Divisione un anno dopo, e, più tardi, furono ammessi d'ufficio alla Serie C della Lega Centro a titolo di propaganda, reputando, la Federcalcio, che la squadra avesse un buon potenziale in termini di bacino d'utenza. Dal 1948-1949 al 1951-1952, i giallazzurri, guidati dal patron Vincenzo D'Itri, giocarono nel campionato di Promozione della Lega Centro e, nell'estate 1952, vennero inseriti nel torneo di IV Serie di nuova istituzione. In quegli anni, fece parte della formazione canarina anche il giornalista Sandro Ciotti.

### Gli anni 1950: La IV Serie e la radiazione

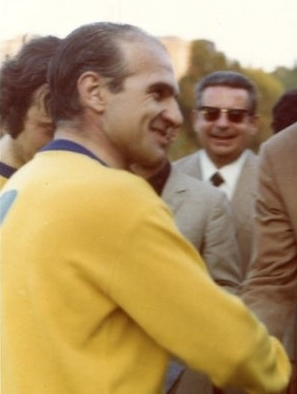
Sandro Ciotti ha militato nel Frosinone nella stagione 1950-1951 in Promozione Interregionale

Dal 1952 al 1958, per sei anni consecutivi, i canarini disputarono il campionato di Quarta Serie, ottenendo come miglior piazzamento un quarto posto nel 1953. La partita più significativa in quest'arco di tempo fu Frosinone-Cosenza del 24 novembre 1957. Il Cosenza stava lottando per la promozione ma il Frosinone passò in vantaggio a tre minuti dalla fine della gara. I giocatori del Cosenza reagirono incivilmente al gol scontrandosi con la Forza Pubblica accorsa in campo. L'arbitro, colpito da un atleta calabrese, finì a terra e si rialzò fischiando la fine dell'incontro. I giallazzurri non restarono a guardare e si verificarono numerosi episodi di violenza. Uscito dallo stadio, l'arbitro venne inseguito per qualche chilometro dai sostenitori del Frosinone. Il Cosenza inoltrò ricorso e la Caf gli diede ragione ribaltando a tavolino il risultato del campo. Il Frosinone espresse il proprio risentimento nei confronti della Lega Professionisti per l'ingiustizia subita e minacciò il ritiro dal campionato. In seguito alla mancata presentazione della squadra nella gara di ritorno a Cosenza, dopo aver subito altre penalizzazioni da parte della Lega e aver rinunciato a giocare a Marsala e Tempio Pausania il Frosinone si ritirò dal campionato.
I personaggi più importanti di quel ciclo furono i presidenti Domenico Ferrante e Angelo Cristofari (una delle figure di spicco della storia del club), l'allenatore Mario Genta (il quale, come Alessandro Nesta e Fabio Grosso, ha guidato il Frosinone da ex campione del mondo con la Nazionale italiana), i giocatori Azzoni, Gabriele, Diglio, Dini, Spinato, Quercia, Bracaglia, Fortuna, Surina, Piccolomini. Nella stagione 1958-59 il Frosinone, malgrado il ritiro dal campionato precedente, venne incluso nel Campionato Interregionale ma, a calendario già compilato, fu escluso dalla FIGC per non aver perfezionato il pagamento delle tasse di iscrizione. La società, dichiarata fallita, fu radiata dal campionato.

### Gli anni 1960 e 1970: L'arrivo dei fratelli Stirpe e il periodo in Serie C
Nel 1959, nacque l'Unione Sportiva Frosinone che partecipò ai campionati di Seconda Categoria e di Promozione per poi ritornare nell'anonimato delle serie inferiori.

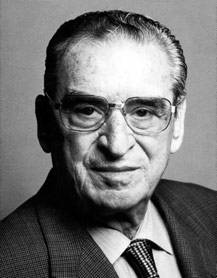
Il Cav. Benito Stirpe, presidente a metà anni '60

Il vero calcio a Frosinone tornò nel 1963 quando lo storico presidente Cristofari, insieme a Dante Spaziani e Augusto Orsini, annunciò la nascita dello Sporting Club Frosinone.
In Serie D, il Frosinone si classificò sempre nelle prime posizioni, conquistando nel 1966 la promozione in serie C dopo un appassionante duello con il Latina. L'anno seguente, i canarini retrocessero subito in serie D dove, nel 1967-68 arrivarono terzi e, successivamente, quinti e secondi. In questo periodo spiccarono a livello dirigenziale le figure dei fratelli Roberto e Benito Stirpe (a cui nel 2017 sarà intitolato il nuovo stadio), degli allenatori De Angelis, Amadei e Rambone e dei calciatori Benvenuto, Caputi, Da Col, Del Sette, Fumagalli, Trentini (il quale, con 1.204 minuti consecutivi di imbattibilità tra i pali, migliorò il record nazionale) e Gerli.
Nel 1970-71, il Frosinone del presidente Marocco vantò il record nazionale per la migliore difesa (solo 8 reti subite dal portiere Recchia).
Quella compagine raggiunse di nuovo la promozione in Serie C, dove i canarini disputarono quattro buoni campionati (il miglior piazzamento fu un settimo posto nel 1972) e lanciarono nel firmamento calcistico la stella Massimo Palanca, capocannoniere del girone meridionale della terza serie nel 1974, e poi bandiera del Catanzaro.
Dal 1975 al 1978 i canarini disputarono il campionato di Serie D, sfiorando nella stagione 1976-1977 la promozione in Serie C2 al termine di una stagione conclusa al secondo posto alle spalle degli eterni rivali del Latina.
Nel 1977-78, il Frosinone fu promosso nel neonato campionato di Serie C2, per poi retrocedere dopo un solo anno di nuovo in Serie D, dove rimase per due stagioni. Solo un decennio più tardi il Frosinone tornò in quinta serie a causa di una rifondazione a seguito della radiazione dalla FIGC. I protagonisti degli anni 1970 del Frosinone furono i presidenti Marocco e Battista, i tecnici Giuseppe Banchetti e Giuseppe Lupi, i calciatori Brunello, Masiello, Colletti, Dal Din, Vescovi e il bomber Santarelli, oltre al già citato Massimo Palanca.

### Gli anni 1980: Le stagioni in Serie C2 e conquista della Serie C1
Il nuovo decennio per il Frosinone iniziò nel migliore dei modi. Nel 1980-1981, i ciociari, imbattuti, vennero promossi in Serie C2. Tra i professionisti, il Frosinone non sfigurò ottenendo sempre buoni piazzamenti e esibendo nuovi talenti come Gabbriellini, Perrotti e De Paola.

Frosinone-Latina 3-0, 17/5/1987 - Vittoria nel derby e matematica promozione in Serie C1 ai danni dei pontini.

Nella stagione 1986-87, malgrado una precaria condizione economica, il Frosinone guidato dal presidente Di Vito e dall'allenatore Alberto Mari, ottenne la sua prima promozione in Serie C1 conquistando il primo posto in classifica con 47 punti davanti all'Ischia Isolaverde e ai rivali del Latina, sconfitti sul finire della stagione nello scontro diretto decisivo per 3 a 0 che sancì la storica promozione della compagine canarina. Nel corso della prima stagione da neo promossa, i ciociari terminarono a metà classifica.
L'anno seguente, nella stagione 1988-1989 il Frosinone, per un solo punto, retrocesse nuovamente in Serie C2. Dopo un entusiasmante inizio di campionato, che lasciava presagire ben altri obiettivi, l'allenatore Alberto Mari (sostituito poi dall'allenatore Robotti) fu squalificato per una storia legata al calcioscommesse. Fra i calciatori più importanti che negli anni 1980 vestirono la maglia giallazzurra troviamo Benini, Davato, Atzori, Di Liso, Cari, Cristiano, Bellini, Poli, Marchegiani, Ambu e Artistico.

### Gli anni 1990: La rinascita e stagioni tra C.N.D. e Serie C2
Nell'estate del 1990, dopo aver mancato per tre soli punti la promozione in Serie C1 (categoria dalla quale era stato retrocesso l'anno precedente) il Frosinone venne radiato dalla FIGC. Secondo la tifoseria frusinate e l'ex patron del club ciociaro Alfredo Scaccia la società fu ingiustamente radiata su decisione di Antonio Matarrese, reo di aver voluto il fallimento dei ciociari al fine di avvantaggiare il Bisceglie, squadra della città del suo bacino elettorale.
A diversi anni di distanza dai fatti, nel 1999 la Procura di Frosinone indagò Matarrese per la vicenda della radiazione del club gialloazzurro. A tal proposito nel 2003 Scaccia ha inoltrato un dossier ai tribunali di Taranto e Lecce.
Quando pareva inevitabile ripartire dalla Promozione, la società appena rifondata venne inserita in extremis in Interregionale, dove rimane per quattro anni. Nel 1993-1994, dopo un campionato dominato quasi per intero, nelle ultime giornate la squadra giallazzurra fu superata da Giulianova e Albanova. Al termine della stagione venne comunque ripescata tra i professionisti.
Dopo un primo campionato di Serie C2 chiuso a metà classifica, nel 1996 il Frosinone capolista del girone C all'ultima giornata di campionato venne sconfitto 1-0 a Benevento e superato in classifica dall'Avezzano. Svanì anche il traguardo della promozione ai play-off: Il Frosinone fu sconfitto in semifinale dall'Albanova. Seguirono campionati mediocri e per tre anni consecutivi la squadra fu costretta giocarsi la salvezza ai play-out. Fortunato nei primi due, contro Casertana e Albanova, il terzo anno il Frosinone fu sconfitto dal Atletico Tricase e diede nuovamente l'addio alla C2.
Se negli anni 1980 il Frosinone giocò tutti i derby in Serie C2, negli anni 1990 gli incontri con i cugini del Latina si disputarono solo nei campionati di Interregionale, C.N.D. e Serie D.

### Gli anni 2000

#### 2000-2004: Il ritorno fra i professionisti
In Serie D il Frosinone fu quinto nel 2000, mentre l'anno successivo dà vita a un appassionante testa a testa con i pugliesi del Martina. Alla fine è secondo, pur avendo realizzato ben 81 punti. La squadra del presidente Rosettano Navarra e degli allenatori Luca e Stefano Sanderra verrà ripescata in C2. Nei primi due campionati del ritorno in Serie C2 il Frosinone, sulla cui panchina si alternarono ben cinque tecnici, dopo una buona partenza in cui la squadra sembrò potersi inserire nel discorso play-off, chiuse a metà classifica.

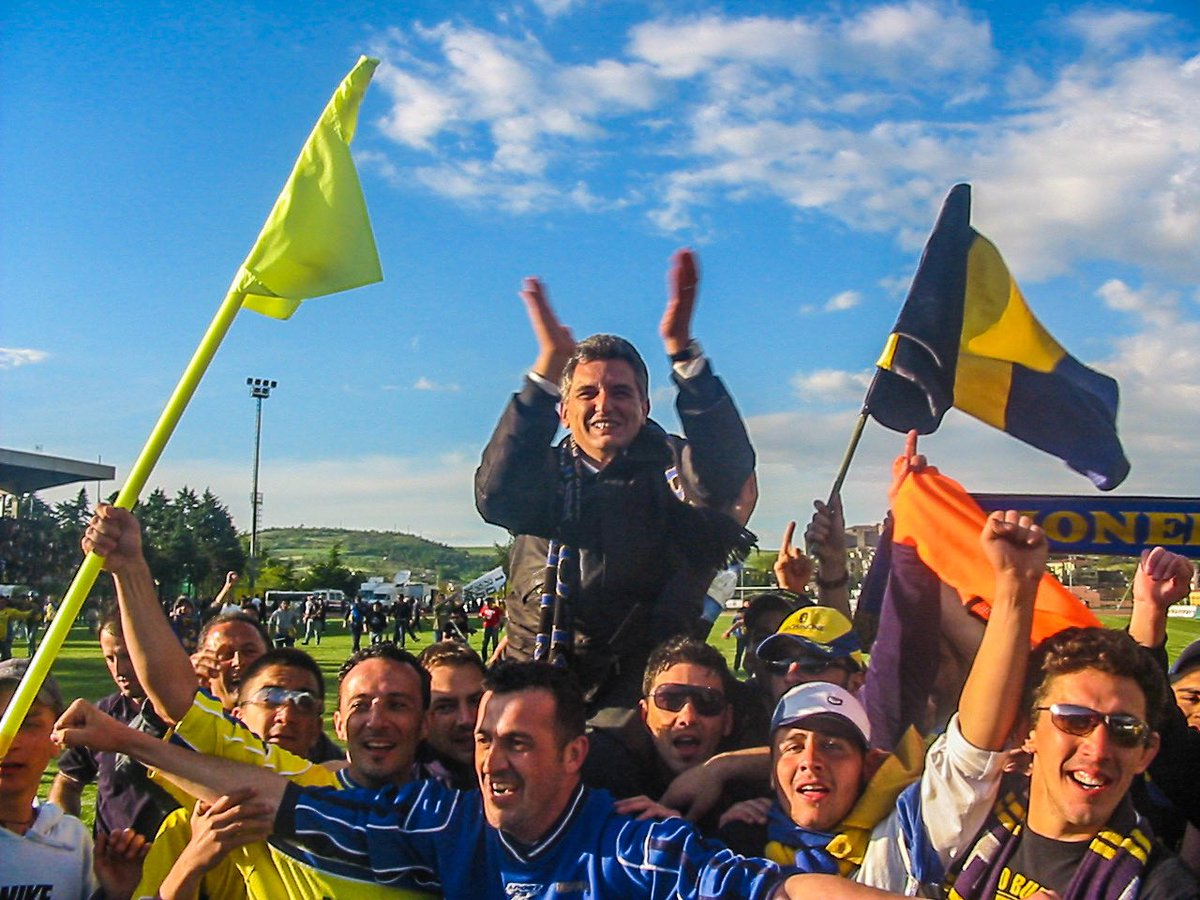
I tifosi del Frosinone portano in trionfo il presidente Maurizio Stirpe dopo aver raggiunto la promozione in Serie C1 (Melfi, 19/5/2004).

Nell'estate del 2003 la società fu rilevata da una cordata di imprenditori ciociari guidata da Maurizio Stirpe, figlio di Benito, a sua volta presidente del club negli anni 1960. Stirpe chiamò a Frosinone Enrico Graziani come direttore generale. Graziani aveva già lavorato a Teramo, ottenendo la promozione in C1. La panchina venne affidata a Giorgini che la stagione precedente arrivò secondo con il Brindisi nel girone C della Serie C2. Dopo un inizio di campionato anonimo il suo posto fu preso da Daniele Arrigoni, già tecnico di Messina e Palermo in Serie B. Con il mercato di riparazione, a un organico già competitivo, vengono aggiunti giocatori di categoria superiore come De Cesare, Aquino, Marra, Buonocore. La squadra raggiunse le posizioni di vertice, lottando per il primato con il Brindisi. Le due squadre si alternarono al primo posto della classifica fino all'ultimo. Nella giornata conclusiva il Frosinone, sotto di un punto rispetto al Brindisi, espugnò Melfi con un gol di De Cesare, mentre il Brindisi non andò oltre il pari con l'Igea Virtus, sancendo il ritorno in Serie C1 del Frosinone dopo sedici anni. Il campionato di Serie C2 2003-2004 è ricordato, oltre che per la storica promozione, anche per le vittorie nei derby con il Latina, con cui c'è un'accesa rivalità: in entrambi i match il Frosinone la spuntò per 1-0, con reti di Manca all'andata e di Aquino al ritorno.

#### 2004-2006: La scalata alla Serie B
Nel torneo che segna il ritorno in Serie C1, il Frosinone affronta piazze storiche quali Cremona, Mantova, Pisa. La guida tecnica viene affidata a Dino Pagliari, che riuscirà a portare la squadra al quinto posto finale, valido per l'ingresso nei play-off. L'avversaria designata è il Mantova che vincendo entrambi i confronti, conquista la finale contro il Pavia, poi vinta, per la promozione in Serie B. I ciociari in stagione raggiunsero anche la finale della Coppa Italia di categoria, perdendola nel doppio confronto con lo Spezia.

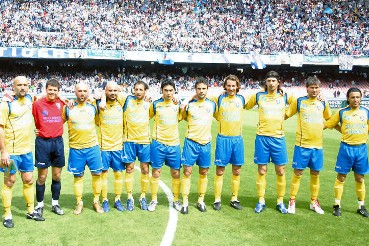
Napoli, Stadio San Paolo, Napoli-Frosinone 1-1. Formazione del Frosinone (30/4/2006)

Pagliari non viene confermato per la stagione successiva, sostituito da Ivo Iaconi. L'inizio di campionato è altalenante, a causa dello scarso rendimento in trasferta. Segue una ripresa che porta a giocarsi il primato col Napoli; nello scontro diretto alla sedicesima giornata, tuttavia, i partenopei si impongono al Matusa. I ciociari riusciranno comunque a conquistare il secondo posto al termine del torneo, proprio dietro al Napoli, che vale per il secondo anno consecutivo la disputa dei play-off. La prima avversaria è la Sangiovannese: il Frosinone ottiene il passaggio del turno, nonostante un doppio pareggio per 0-0, grazie al miglior piazzamento in campionato. In finale c'è il Grosseto di Massimiliano Allegri, altro sodalizio a non aver mai giocato in Serie B. La gara di andata, in Toscana, termina a reti inviolate. Il ritorno è decisivo: al Matusa, l'11 giugno 2006, i padroni di casa vincono di misura, grazie a una rete di Marco Martini, subentrato all'infortunato Ciro Ginestra, e conquistano la prima storica promozione in Serie B. Nella Coppa Italia di categoria, invece, fu eliminata in semifinale dai campioni del Gallipoli.

#### 2006-2010: L'assestamento in Serie B
La stagione 2006-2007 è la prima in Serie B nella storia del Frosinone Calcio e coincide con la prima partecipazione assoluta nella serie cadetta della Juventus, retrocessa in seguito allo scandalo di Calciopoli nonché dalla presenza di altre formazioni storiche come il Napoli, il Genoa e il Bologna.

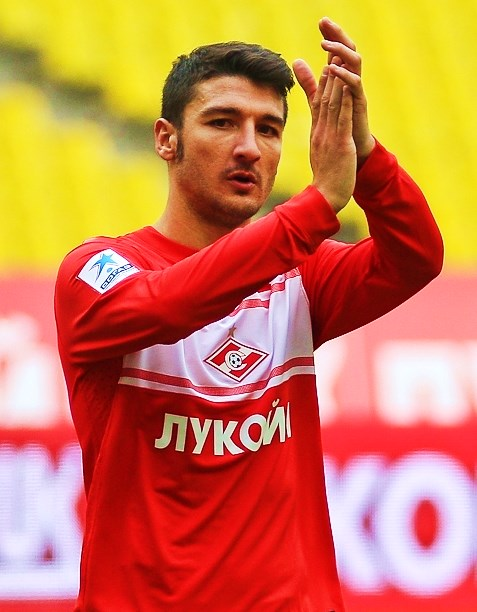
Salvatore Bocchetti, al Frosinone nella stagione 2006-2007.

Che il primo campionato di Serie B del Frosinone verrà affrontato con entusiasmo e determinazione lo fa capire subito il calciomercato: la società mette a segno colpi importanti come Margiotta e Lodi. Intanto cominciano i lavori per la ristrutturazione dello Stadio Comunale "Matusa", la cui capienza aumenta da 5000 a quasi 10 000 posti. La prima partita nel campionato cadetto i canarini giocano allo Stadio Nereo Rocco contro la Triestina: la gara finisce 1-0 per i padroni di casa. Seguono i pareggi casalinghi con Arezzo e Spezia e la sconfitta esterna a Rimini; la prima vittoria arriva in casa del Vicenza: 2-1 con gol di Margiotta e Di Nardo. Tra le vittorie più importanti nel girone di andata figurano i 2-1 contro Bologna e Lecce e l'emozionante 1-0 contro il Bari, in cui il portiere Zappino para un rigore ai pugliesi nei minuti di recupero.
Il 28 ottobre il debutto dei canarini contro la Juventus: il Frosinone respinge gli attacchi juventini per tutto il primo tempo e parte del secondo e crea anche qualche azione da gol, con le occasioni per Di Nardo e Di Venanzio. La rete della partita la sigla Del Piero (sua duecentesima rete con la maglia bianconera) al 73' ma il Frosinone, seppur battuto, può tornare in Ciociaria a testa alta. Il girone di andata si conclude con il Frosinone che chiude a metà classifica, in una posizione più che soddisfacente per una debuttante. Nel girone di ritorno la squadra frusinate subisce un netto calo di concentrazione, ma riesce comunque a tenersi lontana dalla zona retrocessione fino al termine della stagione. Da segnalare il successo casalingo contro il Cesena per 4-1, record di gol realizzati in serie B per i frusinati. Il Frosinone, nel rush finale del campionato, ha dovuto affrontare in 4 partite consecutive squadre come Napoli, Juventus, Brescia e Genoa, dove non ha colto alcun punto. È da ricordare, tra le altre, la partita contro la Juventus finita 2-0 per i bianconeri in una giornata di festa e grande orgoglio per la squadra e per l'intera città.

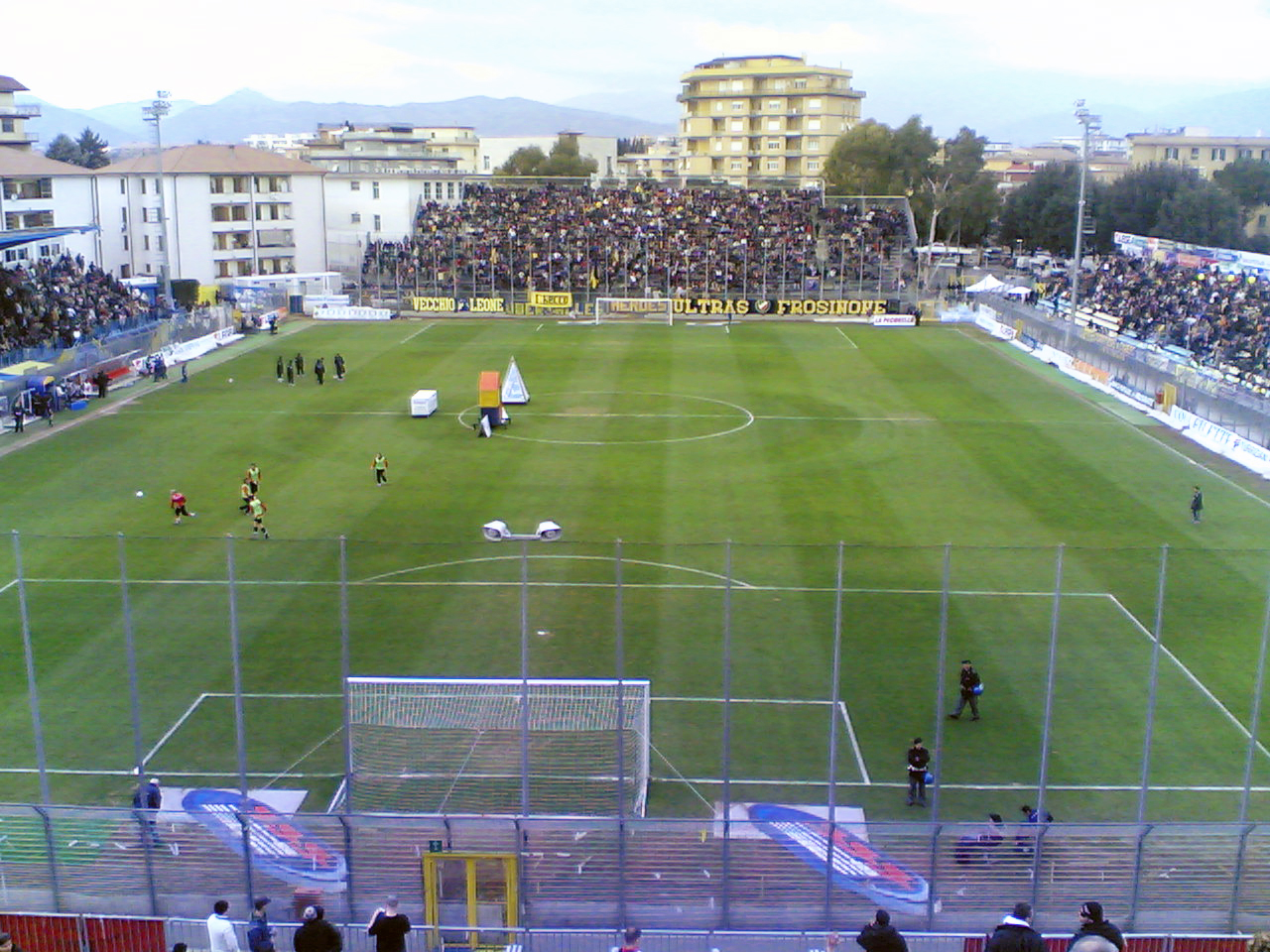
Il Matusa gremito prima di una partita del campionato di Serie B 2006-2007.

L'estate del 2007 è caratterizzata da grandi trasformazioni in casa giallazzurra, a iniziare dal cambio in panchina: Ivo Iaconi lascia Frosinone per approdare all'Ascoli appena retrocesso dalla massima serie; a sostituirlo viene chiamato Alberto Cavasin, già tecnico di Fiorentina, Treviso, Lecce e Messina. Partono, tra gli altri, i difensori Argilli e Lacrimini, il centrocampista Di Venanzio, gli attaccanti Mastronunzio e Castillo e soprattutto il portiere Zappino, ceduto al Chievo. E proprio dalla società clivense arriva in sostituzione di Zappino il portiere Vincenzo Sicignano. La società rinnova il sodalizio con i propri gioielli Francesco Lodi, Salvatore Bocchetti, Massimo Perra e mette a segno importanti colpi di mercato, come Daniele Amerini, Felice Evacuo e Fabio Pecchia. La formazione canarina resta quasi sempre distante dalla zona retrocessione.
Nel corso della stagione, nella quale si affermeranno definitivamente Francesco Lodi e Salvatore Bocchetti, la formazione canarina ottiene la sua vittoria più larga nel campionato di Serie B, sconfiggendo per 4-0 il Messina. Il Frosinone conclude il campionato classificandosi a metà classifica, ancora una volta raggiungendo l'obiettivo stagionale della salvezza, ottenuta senza grossi affanni.
La stagione 2008-2009 vede sulla panchina ciociara un nuovo allenatore, Piero Braglia, e la partenza (ritorno nelle file dell'Empoli) del prolifico Francesco Lodi. La salvezza arriva matematicamente alla penultima di campionato, con una vittoria per 1-0 contro il Cittadella, grazie a un gol del difensore Nicholas Guidi. Nel corso della stagione tra le file dei canarini brilla soprattutto il brasiliano Éder, autore di 14 gol.

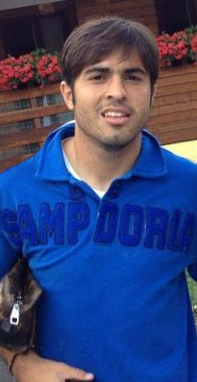
Éder, al Frosinone nella stagione 2008-2009.

Il 24 giugno 2009 la società sottoscrive un accordo con un nuovo allenatore che prende il posto di Braglia: si tratta di Francesco Moriero. Il contratto con il neo tecnico canarino prevede la durata di due anni. La squadra inizia la stagione 2009-2010 in Coppa Italia, dove i ciociari superano il Varese e il Bologna entrambe ai rigori nel secondo e terzo turno di qualificazione, arrivando così per la prima volta al quarto turno nel quale vengono sconfitti a Verona dal Chievo.
In campionato il Frosinone ottiene tre vittorie su tre partite (tra le quali spicca il successo esterno a Lecce) che pongono la squadra ciociara da sola in testa alla classifica di Serie B per la prima volta nella sua storia. La squadra rimane al primo posto solitario dalla 7ª alla 10ª giornata.
Poi per la formazione di Moriero arriva un solo punto in sei partite, che fa scivolare la formazione canarina a metà classifica. Il girone d'andata si chiude con i ciociari in zona play-off, con 31 punti.
Nel girone di ritorno una lunga serie di risultati negativi portano i ciociari a ridosso della zona retrocessione. Il 24 aprile, dopo la sconfitta per 4-1 in casa dell'AlbinoLeffe, Moriero viene esonerato e la squadra affidata al tecnico Guido Carboni. Il Frosinone di Carboni esordisce con una sconfitta casalinga per 0-2 contro il Cesena candidato alla promozione in Serie A, seguita da tre vittorie consecutive e un pareggio che valgono la salvezza.

### Gli anni 2010

#### 2010-2013: Le stagioni in terza serie
La stagione 2010-2011 è la quinta partecipazione consecutiva del Frosinone al campionato di Serie B. Dopo una partenza mediocre, la squadra ciociara prosegue con una serie di risultati negativi che culminano con la retrocessione in Lega Pro Prima Divisione con una giornata di anticipo, in occasione della sconfitta interna contro il Sassuolo per 1-2.
Nella stagione 2011-2012 il Frosinone ha preso parte al campionato di Lega Pro Prima Divisione, nel girone B, nel quale ha ritrovato, dopo diversi anni, i rivali del Latina. Il nuovo allenatore è Carlo Sabatini, la cui avventura sulla panchina ciociara termina però nel novembre successivo, quando è sostituito da Eugenio Corini. La squadra chiude il campionato all'ottavo posto in classifica. Per la prima volta nella storia del club ciociaro, tutte le partite esterne dei giallazzurri della stagione 2011-2012 sono state trasmesse in diretta dall'emittente televisiva Lazio TV.
La stagione 2012-2013 ha visto il Frosinone disputare il campionato di Lega Pro Prima Divisione, nel girone B. Sulla panchina è chiamato Roberto Stellone, promosso come allenatore della prima squadra dopo aver vinto con la squadra dei Berretti il titolo nazionale, nella stagione precedente. Il Frosinone chiude il campionato al settimo posto, pagando il calo di risultati nel finale di stagione (soli 2 punti conquistati nelle ultime sei partite).

#### 2013-2015: il doppio salto dalla Lega Pro alla Serie A

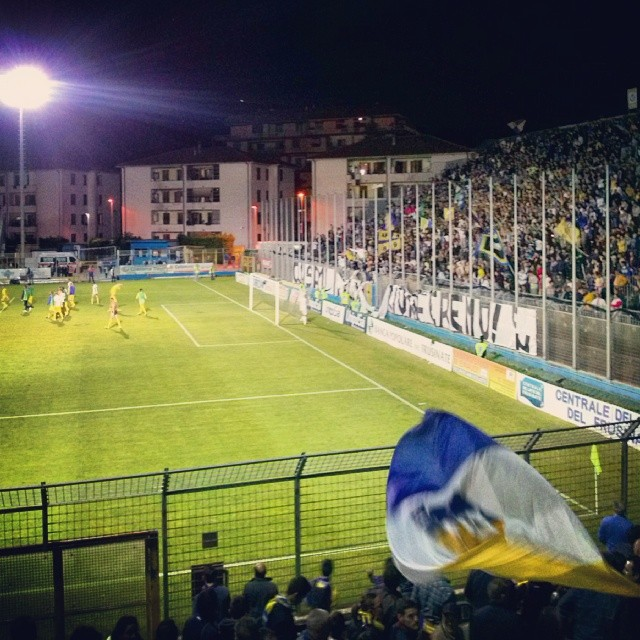
I giocatori del Frosinone sotto la Curva Nord dopo la vittoriosa sfida contro la Salernitana nei play-off della Lega Pro Prima Divisione 2013-2014.

Nella stagione 2013-2014 il Frosinone, ancora guidato da Stellone, è una delle squadre protagoniste del girone B del campionato di Lega Pro Prima Divisione. I ciociari, partiti con il favore dei pronostici, guidano la classifica per diverse giornate con la promozione diretta che sfuma solamente all'ultima giornata di campionato, nello scontro diretto con il Perugia che sancisce la promozione degli umbri e condanna il Frosinone ai play-off. Dopo avere eliminato la Salernitana ai quarti di finale (2-0, gara unica) e il Pisa (0-0 e 2-1) in semifinale, la formazione canarina affronta in finale il Lecce. All'andata, in terra salentina, la partita finisce 1-1, con il gol del pareggio frusinate messo a segno proprio da un ciociaro, Mirko Gori. Al ritorno, il 7 giugno, il Frosinone, dopo essere passato in svantaggio, pareggia con un gol di Paganini. I novanta minuti regolamentari terminano nuovamente con il risultato di 1-1, sicché la partita prosegue con i tempi supplementari, in cui il Frosinone va a segno con il capitano Frara e Viola, che fissano il risultato sul 3-1, e ottiene così la seconda promozione in Serie B della sua storia e il ritorno nella serie cadetta a tre anni di distanza dall'ultima partecipazione.
La stagione 2014-2015 vede il Frosinone lottare sin dall'inizio del campionato per le posizioni di vertice; il Matusa si conferma inviolabile, con la sola eccezione della Ternana a cui riesce il colpaccio tra la nebbia. I giallazzurri chiudono il girone d'andata in zona play-off, superando un periodo di flessione in gennaio e confermandosi poi, anche nella tornata di ritorno, ai piani alti della classifica. In quel campionato i ciociari migliorano il record personale di vittorie, sia interne che esterne, con il maggior numero di gol (5-1 in casa con il Livorno e stesso risultato in trasferta a Lanciano). Il 16 maggio 2015, battendo in casa il Crotone per 3-1, con rete di Daniel Ciofani e doppietta di Dionisi, dopo appena un anno in cadetteria e con una giornata di anticipo i frusinati ottengono la loro prima promozione in Serie A, divenendo la terza squadra della regione ad approdare nell'élite del calcio italiano dopo le più blasonate Lazio e Roma. Il 31 dello stesso mese, in seguito allo storico traguardo sportivo raggiunto dai ciociari, il sindaco Nicola Ottaviani conferisce la cittadinanza onoraria al club..

#### Tra Serie A e Serie B (2015-oggi)

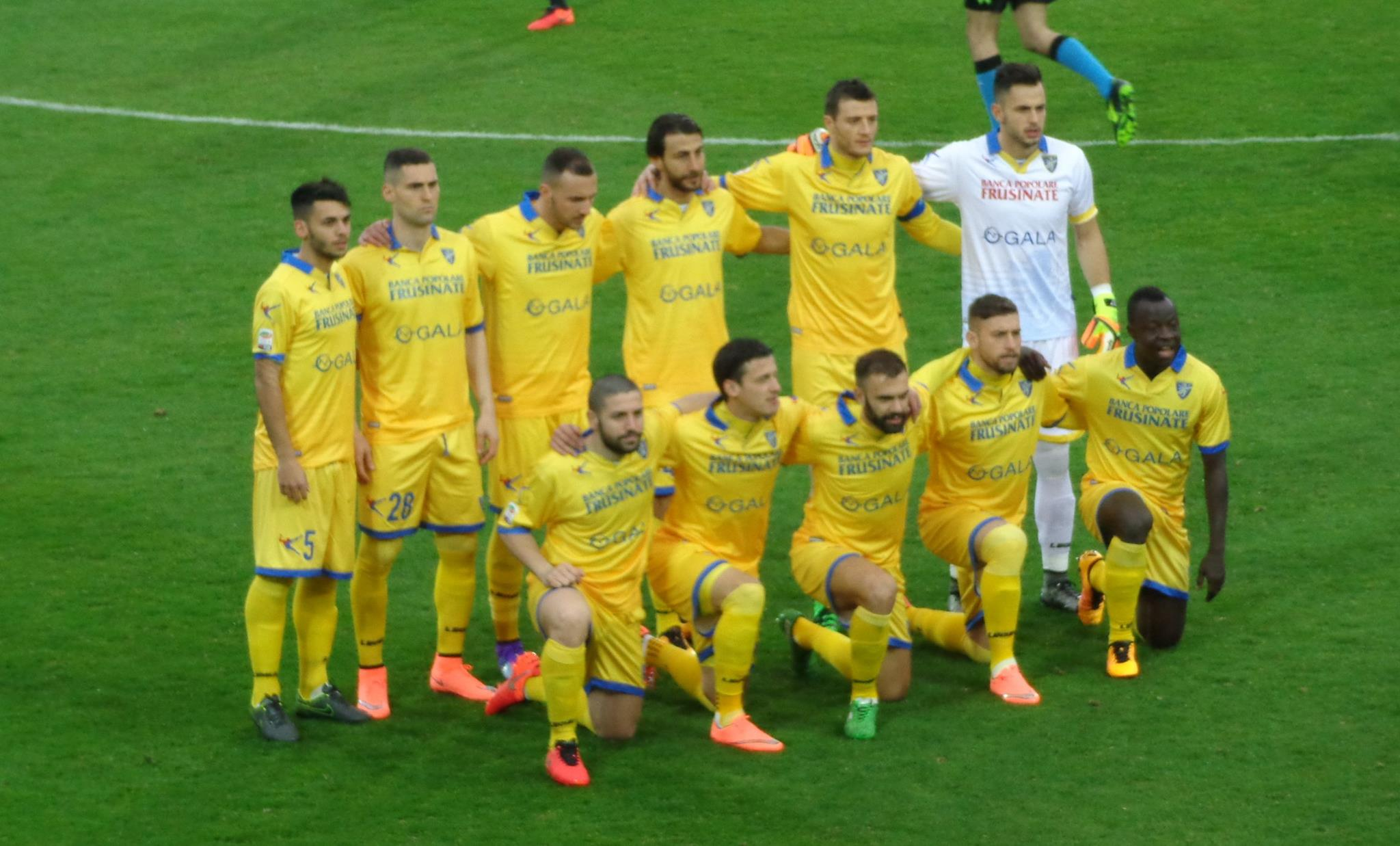
Una formazione frusinate del campionato 2015-2016, nell'anno dello storico debutto in Serie A.

Il 23 settembre 2015 i ciociari ottengono il loro primo storico punto nella massima serie, grazie all'1-1 esterno raggiunto in extremis da Blanchard a Torino contro la Juventus. Cinque giorni più tardi al Matusa arriva la prima vittoria in Serie A, grazie a una doppietta di Dionisi contro l'Empoli. L'8 maggio 2016, a seguito della sconfitta casalinga col Sassuolo maturata nei minuti finali, il Frosinone retrocede con una giornata di anticipo facendo ritorno, dopo una sola stagione, in Serie B. Il 15 maggio arriva anche l'addio di Stellone, il quale lascia la panchina frusinate dopo quattro anni.
Sotto la guida del nuovo tecnico Pasquale Marino, il Frosinone conclude il seguente torneo di Serie B al terzo posto, dietro SPAL e Verona, che riesce a difendere il secondo posto in classifica chiudendo a pari punti con i laziali, ma in vantaggio negli scontri diretti. In semifinale play-off l'avversaria designata è il Carpi, che vincendo la gara di ritorno al Matusa (0-1) dopo il pari a reti inviolate della gara di andata estromette i ciociari dalla lotta per la promozione in massima serie.

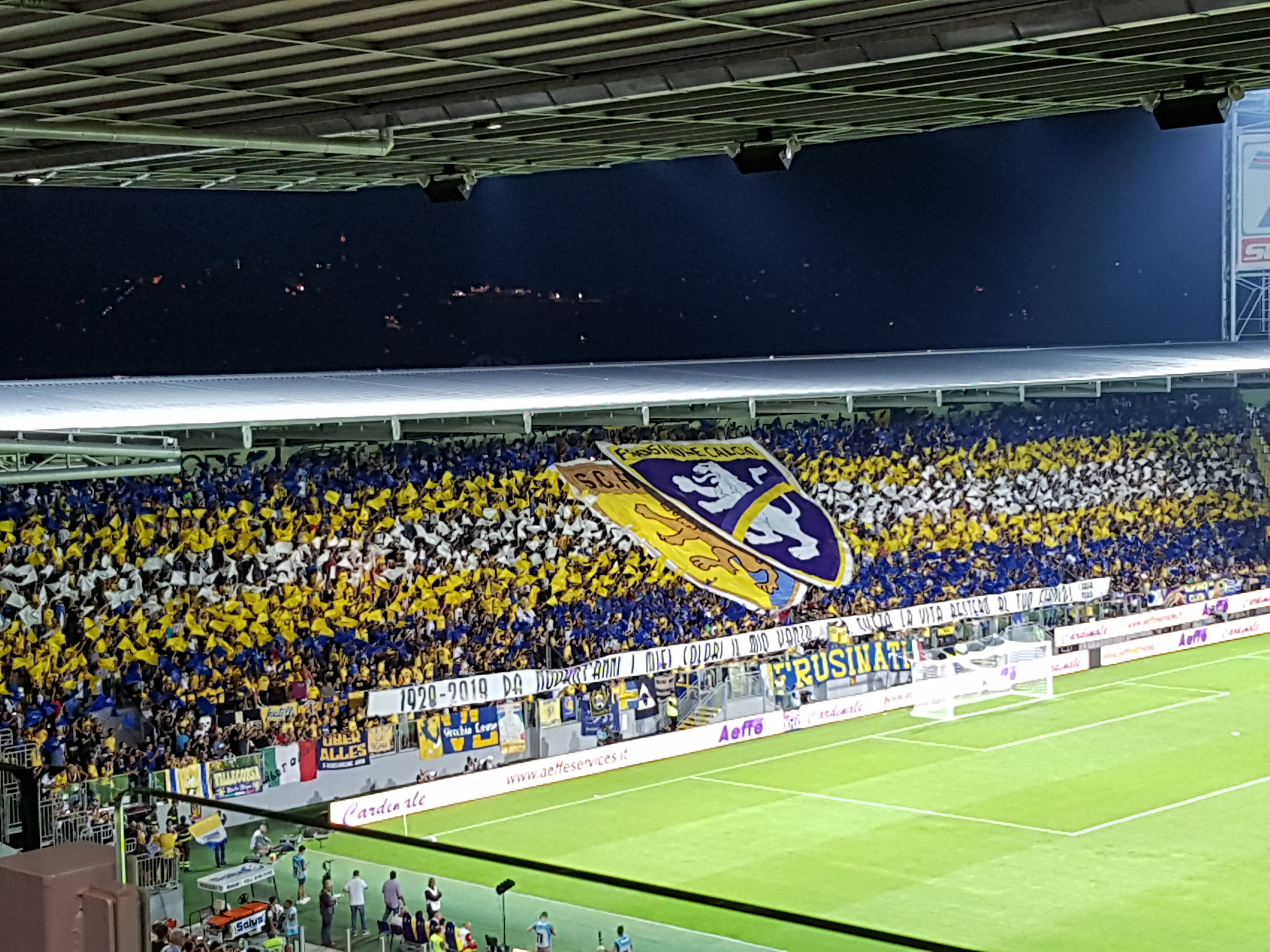
Coreografia della Curva Nord durante Frosinone-Juventus nella stagione 2018-2019

Anche nella stagione seguente, sotto la guida di Moreno Longo, i frusinati mancano l'accesso diretto alla Serie A: all'ultima giornata il Frosinone è beffato allo scadere da un Foggia ormai salvo, che segna il gol del pari in un Benito Stirpe gremito. I ciociari, dopo aver eliminato il Cittadella nella semifinale dei play-off, centrano però il ritorno nella massima serie grazie al successo nella finale contro il Palermo: all’andata i siciliani si impongono per 2-1 grazie alle reti di La Gumina e all'autogol di Terranova, che rispondono al momentaneo vantaggio frusinate siglato da Ciano; al ritorno allo Stirpe i padroni di casa ribaltano le sorti del doppio confronto con un 2-0 firmato Maiello e Ciano, un risultato che sancisce la promozione dei giallazzurri in Serie A. La permanenza nella massima serie dura però solo una stagione: con tre giornate di anticipo, il 5 maggio 2019 arriva la matematica retrocessione nella serie cadetta dopo il pareggio in trasferta per 2-2 contro il Sassuolo. Curiosamente, proprio contro i neroverdi sono maturate le ultime tre retrocessioni del 2011, 2016 e 2019.
Nella stagione successiva, con Alessandro Nesta in panchina, il Frosinone termina ottavo a pari merito con Empoli e Pisa con 54 punti, ma ottenendo un posto ai play-off a discapito dei nerazzurri a causa dello scontro diretto in favore. Ai play-off, sconfiggono il Cittadella ai supplementari nel turno preliminare e superano in rimonta la sorpresa Pordenone, debuttante in Serie B, giungendo in finale contro lo Spezia. Entrambe le partite si concludono 1-0: per i liguri all'andata e per il Frosinone al ritorno, ma dato che lo Spezia è terzo è quindi ha il miglior piazzamento, debutta in Serie A. Nesta viene confermato anche nella stagione seguente, ma dopo un buon inizio, la squadra va in crisi e l'allenatore viene esonerato e sostituito da Fabio Grosso. Ciononostante, la squadra non riesce a risollevarsi in tempo e chiude decima a pari merito con la Reggina con 50 punti, mancando i play-off di sei punti.
Confermato Grosso alla guida tecnica, i giallazzurri disputano un ottimo girone d'andata, confermandosi nella zona play-off. Nonostante il buon avvio, nella parte centrale del campionato la squadra inizia ad avere un rendimento più altalenante, alternando vittorie casalinghe a sconfitte lontano dallo Stirpe, perdendo punti importanti soprattutto con formazioni di bassa classifica, come Crotone, Pordenone e SPAL. La qualificazione agli spareggi per la promozione sfuma all'ultima giornata, quando il Frosinone viene battuto 2-1 in casa dal Pisa e contemporaneamente il Perugia batte di misura il Monza: ciociari e umbri arrivano a pari punti ma questi ultimi sono in vantaggio negli scontri diretti, conquistando dunque l'ottavo e ultimo posto valido per i play-off. Durante la stagione si sono messi in mostra alcuni giovani di grande talento, come Gatti e Zerbin, i quali hanno anche ricevuto la loro prima convocazione in Nazionale maggiore.

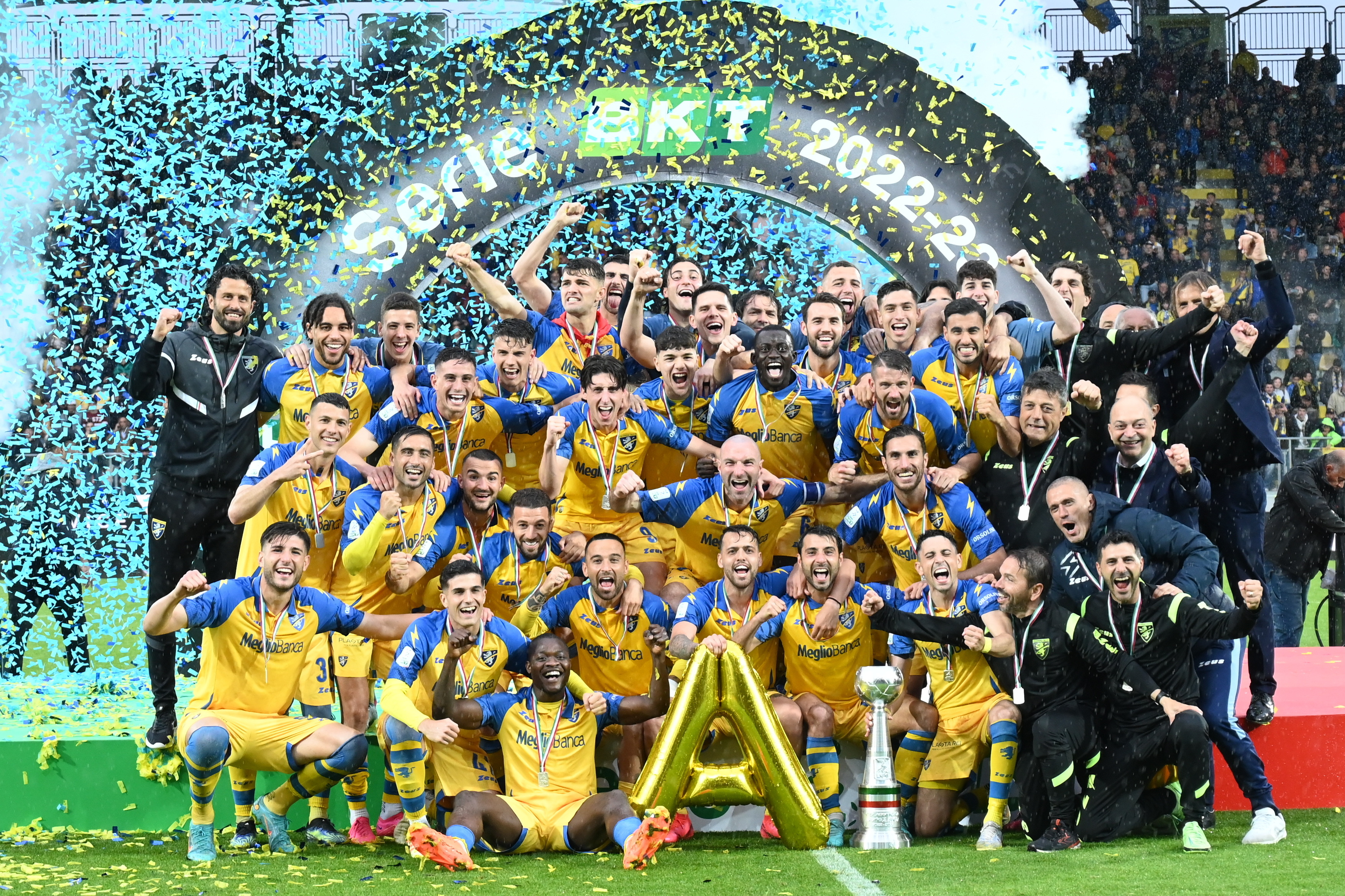
Il Frosinone festeggia il ritorno in Serie A al termine del vittorioso campionato cadetto 2022-2023

Nell'annata 2022-2023, per cui viene nuovamente confermato l'allenatore Grosso, il Frosinone si impone fin da subito come una delle squadre migliori della Serie B, occupando la prima posizione per 32 giornate su 38, mantenendo la vetta ininterrottamente a partire dalla decima giornata di campionato (in solitaria dalla undicesima) e ottenendo, con tre giornate d'anticipo, la terza promozione in Serie A nella sua storia, a quattro anni dall'ultima volta. Fra i protagonisti della cavalcata ciociara, compaiono sia talenti promettenti, fra cui Mulattieri, Caso e Moro, sia profili più esperti, fra cui Garritano, Rohdén, Lucioni e Sampirisi.
In seguito alla vittoria conseguita in casa contro la Reggina, il 1º maggio 2023 il Frosinone viene matematicamente promosso in Serie A con tre giornate di anticipo.
Il successivo 13 maggio, grazie alla vittoria casalinga per 3-2 nello scontro diretto contro il Genoa, il Frosinone si aggiudica aritmeticamente il campionato di Serie B con una giornata di anticipo e la conquista della Coppa Nexus per la prima volta nella sua storia.
Per la terza storica partecipazione in Serie A la squadra si affida ad Eusebio Di Francesco. La prima parte di stagione risulta positiva per la squadra, che alla fine del girone d'andata si trova in una posizione di classifica relativamente tranquilla, ma nel girone di ritorno la squadra cala e si ritrova immischiata nella lotta per evitare retrocessione. Nell'ultimo incontro, la vittoria dell'Empoli contro la Roma e la contemporanea sconfitta dei ciociari contro Udinese ne sanciscono il ritorno in Serie B, mancando per la terza volta la salvezza in massima serie. Il cammino in Coppa Italia risulta storico, eliminando Torino e vincendo clamorosamente 4-0 in casa del Napoli (campione d'Italia in carica) agli ottavi di finale, salvo poi essere eliminato perdendo con il medesimo punteggio contro la Juventus ai quarti di finale.
La stagione 2024-2025 per il Frosinone si rivela molto difficile. Dopo l'esonero di Vincenzo Vivarini e la breve esperienza di Leandro Greco, i giallazzurri si affidano nel finale di stagione all'ex tecnico del Modena Paolo Bianco, riuscendo ad evitare la retrocessione diretta solo all'ultima giornata, vincendo contro il già campione Sassuolo. Il Frosinone si piazza dunque al sedicesimo posto, posizione valida per la disputa dei play-out, ma la penalizzazione del Brescia permette ai ciociari di salire di una posizione e di salvarsi direttamente.

## Colori e simboli

### Colori

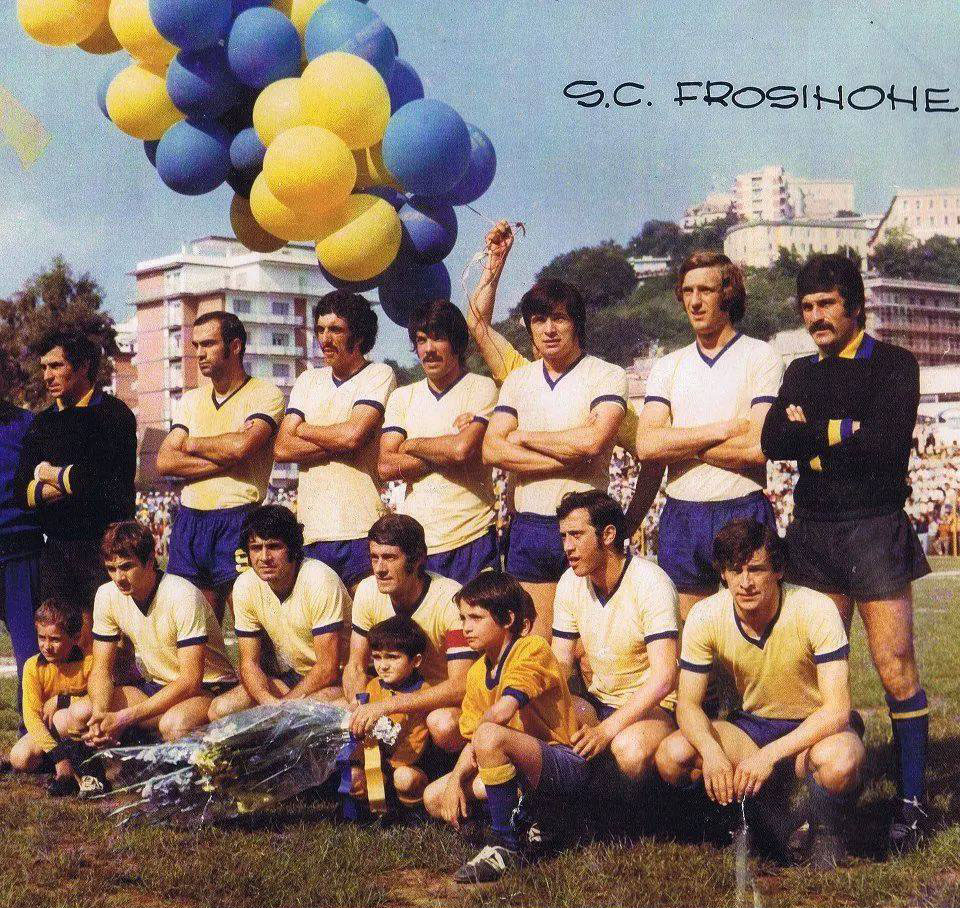
I calciatori frusinati della stagione 1970-1971, con indosso la classica divisa giallazzurra del club.

I primi colori sociali furono il rosso e il blu, ripresi dallo stemma cittadino. Solo in seguito il Frosinone cominciò a indossare divise gialle, con dettagli di colore azzurro, che sono i consueti colori della società ciociara.

### Simboli ufficiali

#### Stemma
Il primo stemma sociale di cui si abbia notizia (risalente al 1963) consisteva in uno scudo partito di giallo e azzurro (tinte istituzionali del sodalizio), nel quale campeggiava un leone rampante dorato, mutuato dal simbolo della città. Tale impostazione emblematica rimase in uso perlomeno fino agli anni 1970, subendo solo modifiche marginali.
Col passaggio all'A.S. Frosinone si adottò uno stemma circolare contenente un pallone da calcio del tipo Adidas Telstar bordato di giallo e blu, con il disegno del leone aureo sovrapposto centralmente e la denominazione sociale collocata nella corona circolare gialla.
A partire dal 1990 il Frosinone Calcio utilizzò uno scudo squadrato di color ocra, nel quale campeggiava centralmente lo stemma cittadino sovrastato dal nome della società, mentre al di sotto appariva un pallone da calcio del tipo Adidas Telstar. Nel 1997, fu ripristinato lo stemma adottato nel 1972, con leggere variazioni grafiche.
Dal 1999 venne adottato un nuovo simbolo sociale, consistente in uno scudo più arrotondato recante all'interno un ovale bianco bordato di blu su sfondo giallo, nel quale trovava posto un leone bianco attraversato in diagonale da un nastro giallazzurro. Le diciture FROSINONE e CALCIO erano rispettivamente in alto e in basso nello stemma. Nel 2004 siffatto logo subì un leggero restyling.
Dal 2006 lo stemma consiste in uno scudo sannitico bordato di giallo e colorato di azzurro, con il nome della società in alto e con all'interno un leone rampante azzurrino (di disegno identico a quello del coevo stemma del Brescia), cui si sovrappone un nastro giallazzurro che ne sbarra il corpo diagonalmente. Nel 2011 su quest'ultimo stemma vennero apportate leggere modifiche.

#### Inno
L'inno ufficiale della squadra frusinate è Frosinone alé, il cui testo è stato scritto e cantato dai Rumori di Fondo nel 2005, raggiungendo subito una certa popolarità fra i tifosi. La società decise quindi di adottarlo come inno ufficiale e di trasmetterlo poco prima dell'inizio delle gare.
Diversi sono gli inni non ufficiali, alcuni dei quali scritti nel 2015 per celebrare la prima promozione dei canarini in Serie A.

#### Mascotte
Dalla stagione 2007-2008 il Frosinone Calcio ha una mascotte chiamata Lillo, rappresentata da leone, animale che compare nello stemma cittadino. Il nome è stato scelto dai tifosi dei canarini tramite un sondaggio condotto sul sito web ufficiale della società. La mascotte accompagna da allora quasi ininterrottamente (fatti salvi alcuni mesi del 2013) le uscite casalinghe della squadra.
Un ruolo analogo è stato rivestito dal cane Chicco, un meticcio di piccola taglia trovato abbandonato dai giocatori frusinati durante il ritiro pre-stagionale del 2001: adottato dal club, venne affidato alle cure del personale dello stadio Matusa, dove ha risieduto fino al decesso (sopraggiunto nell'estate 2016).

## Strutture

### Stadio

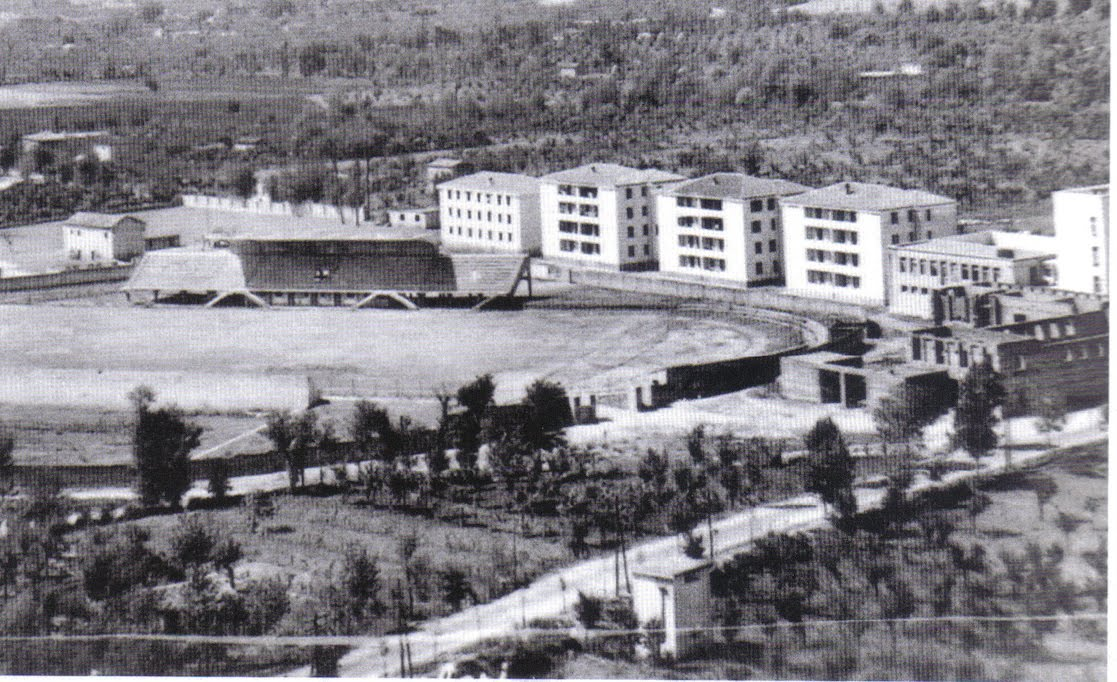
Panoramica aerea dello stadio Matusa negli anni 1940

Dal 1932 al 2017 il Frosinone ha giocato le proprie partite interne al civico stadio comunale — colloquialmente noto come stadio Matusa per via della propria vetustà. Costruito negli anni 1930 in quella che all'epoca era la periferia della città, a seguito dell'impetuosa crescita urbana frusinate ha finito per ritrovarsi serrato in un quartiere ad alta urbanizzazione. È al Matusa che il Frosinone stabilì il record di spettatori per una sua partita interna, risalente al campionato di Serie C1 1988-1989, con circa 12 000 spettatori per la sfida contro il Campobasso.
Il 2 ottobre 2017, nella sfida interna pareggiata 0-0 contro la Cremonese del campionato di Serie B 2017-2018, il Frosinone stabilì il nuovo record di spettatori (13 001) nel nuovo stadio Benito Stirpe. A fine stagione si è registrato il record di spettatori in Serie B (16 286) contro il Foggia. Frosinone-Juventus (0-2) del 23 settembre 2018, valida per la 5ª giornata del campionato di Serie A 2018-2019, è stata la partita in cui il Benito Stirpe ha fatto registrare il primato di pubblico con 16 310 spettatori
, nonché la sfida in cui si è stabilito il record d'incasso con 582 705 euro.
Sebbene più volte modificato e adeguato nella capienza, il Matusa è stato cronicamente afflitto da varie criticità: all'obsolescenza della struttura di base si sommò la posizione infelice, tale da impedirne una radicale opera di ristrutturazione e ampliamento nonché fonte di problemi viabilistici e di ordine pubblico.
Preso atto di ciò, dall'inizio degli anni 1980 furono presentati i primi progetti per la costruzione di un nuovo impianto in zona Casaleno (più periferica e necessitante una riqualificazione), onde dismettere il Matusa e dare al calcio cittadino una struttura più versatile, moderna e capace. La costruzione iniziò nella seconda metà degli anni 1980 in vista dei mondiali di calcio, salvo poi si fermarono poco dopo l'erezione della sola tribuna centrale per problemi di approvvigionamento finanziario e per le alterne vicende della squadra di calcio ciociara.

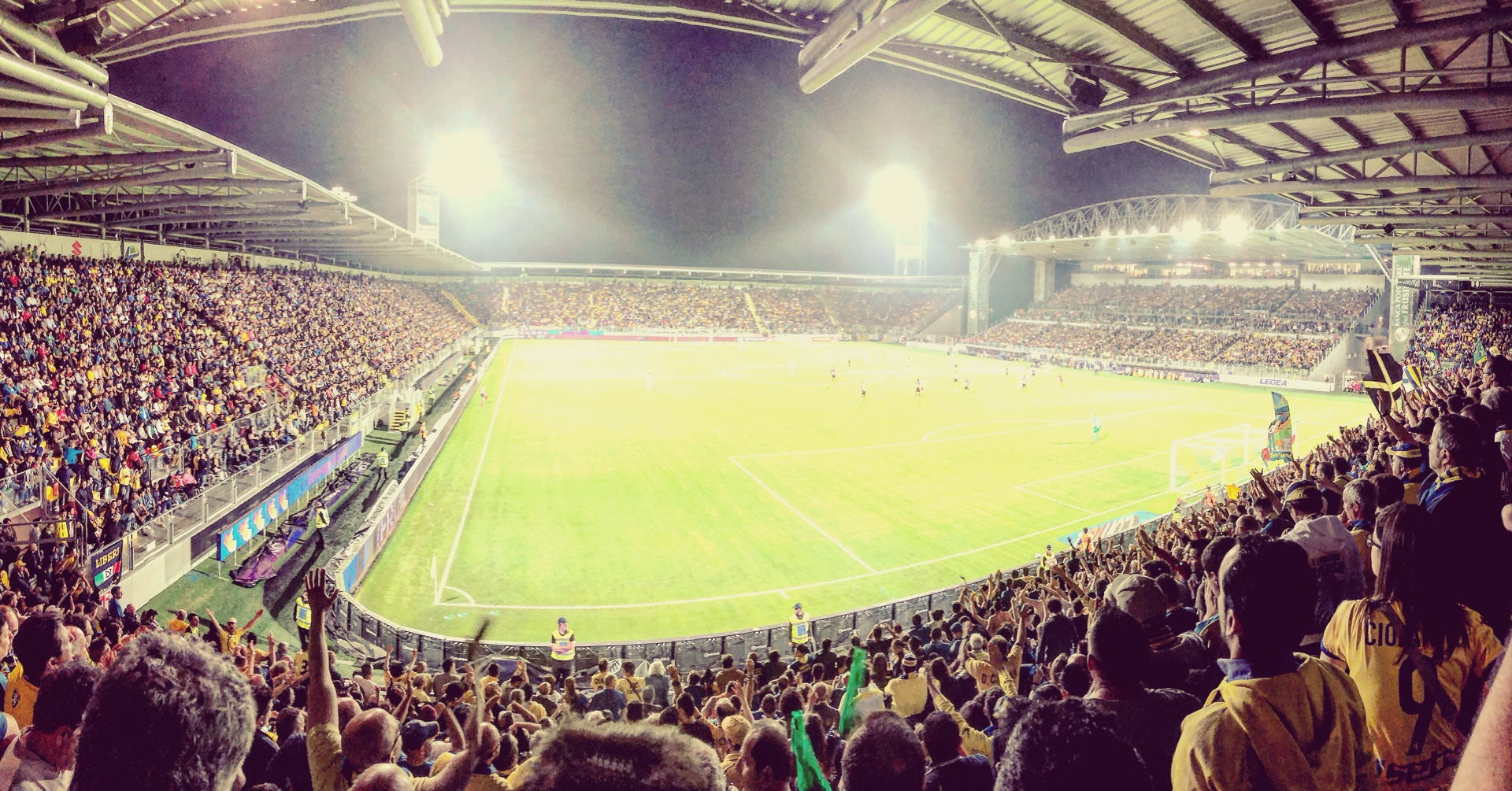
Lo stadio Benito Stirpe.

Lo stallo durò oltre due decenni. Occorse attendere il 2015, allorché la promozione del Frosinone in Serie A aprì la strada a un accordo tra club e amministrazione comunale per l'ultimazione della nuova arena, per un costo di circa 15 milioni di euro. Il Casaleno — ora ribattezzato "Benito Stirpe", in memoria del presidente del club ciociaro negli anni 1960 — ha potuto così essere cantierizzato in via definitiva.
Frattanto, al termine della stagione 2016-2017 il Matusa è stato chiuso e progressivamente demolito (ad eccezione della tribuna centrale, riadattata a spazio per eventi) per essere sostituito da un parco pubblico.

### Centro di allenamento

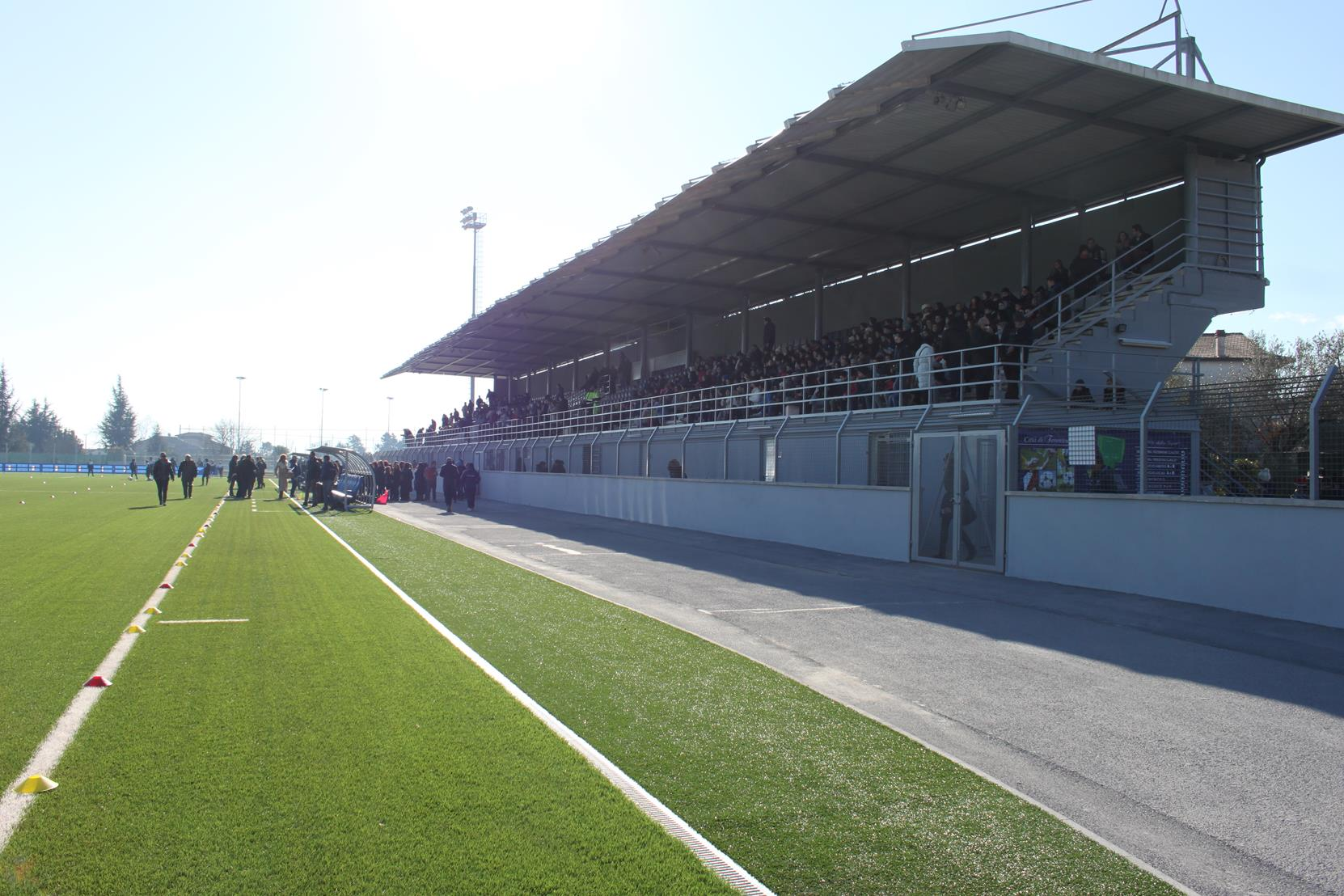
La Cittadella dello sport.

Dal settembre 2015 il Frosinone si allena presso la "Cittadella dello Sport", ubicata nel Comune di Ferentino, inaugurata il 20 gennaio 2016 alla presenza di Carlo Tavecchio, Giancarlo Abete e Andrea Abodi. Per l'occasione fu disputato un match amichevole fra la Nazionale Italiana Under 17 e i pari età della Spagna, terminato 1-1.
Il centro comprende un campo da calcio a 11 sintetico con una tribuna coperta da 2100 posti, dove giocano e si allenano le varie squadre del settore giovanile giallazzurro, un campo di calcio a 11 in erba naturale per gli allenamenti della prima squadra, un campo da calcio a 8, uno da calcio a 5, palestra e spogliatoi.
Precedentemente gli allenamenti venivano svolti in gran parte presso l'incompiuto stadio Casaleno.

## Società

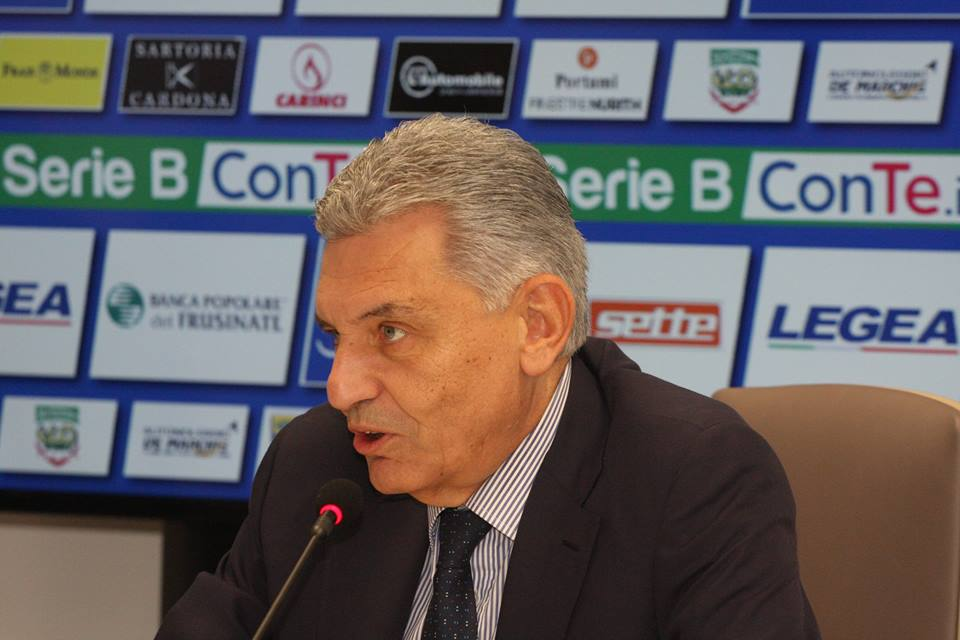
Maurizio Stirpe, presidente e proprietario del club dal 2003

Il club venne fondato il 5 marzo 1906 come associazione con il nome di "Unione Sportiva Frusinate", cambiando denominazione più volte nei decenni successivi: nel 1925 in "Società Sportiva Alba Frusinate", nel 1928 in "Gruppo Sportivo CXIX Legione M.V.S.N. Frosinone", nel 1929 in "Polisportiva Bellator Frusino", con quest'ultima radiata nel 1937; nel 1945 venne fondata l'"Unione Sportiva Frosinone" che cinque anni più tardi modificò il proprio nome in "Associazione Sportiva Frosinone", fino ad una nuova radiazione nel 1959; nello stesso anno fu ricostituita l'Unione Sportiva Frosinone che cessò la propria attività nel 1963. Sempre nel 1963, venne fondato lo "Sporting Club Frosinone", acquisendo il titolo sportivo del Nuova Cisterna e affiliandosi alla FIGC; il 25 agosto 1972 il sodalizio divenne una società per azioni, cambiando la ragione sociale riprendendo l'antico nome Associazione Sportiva Frosinone e, nel 1990, dichiarando fallimento venne radiata dai ruoli federali. Nella stessa estate, fu costituito un nuovo sodalizio, il "Frosinone Calcio" che raccolse l'eredità sportiva cittadina e che diventò il 13 gennaio 1994, con il passaggio nei campionati professionistici, una nuova società a responsabilità limitata.
La società, avente sede legale in viale Olimpia s.n.c. a Frosinone e iscritta alla Camera di Commercio di Frosinone-Latina, risulta avere, al 2024, 98 dipendenti e un capitale sociale di 200 000 euro.
Dal 16 giugno 2003 il club è controllato dall'imprenditore italiano Maurizio Stirpe. Questo controllo di Stirpe sul Frosinone è esercitato tramite la società italiana Together S.p.A., proprietaria del club giallazzurro con il 100,00% del capitale in qualità di socio unico e, a sua volta, di appartenenza per il 55,00% alla società PSC Gestione Partecipazioni S.r.l. e per il 45,00% alla società BS Holding S.p.A., entrambe interamente riconducibili alla famiglia Stirpe.
La società gialloblù non possiede, al 2023, società controllate o collegate.
Il club è membro network dell'European Club Association (ECA), organismo privato che rappresenta le società calcistiche a livello europeo e riconosciuto dall'UEFA.

### Organigramma societario
Il governo societario del Frosinone Calcio s.r.l., come da assemblea del 28 ottobre 2020 prevede un sistema monistico formato dall'assemblea dei soci e dal consiglio di amministrazione (CdA). Nel 2024 l'orgranigramma societario si articola nei seguenti ruoli: Maurizio Stirpe ricopre la carica di Presidente, assunta nel giugno 2003 con l'allora acquisto del club,. Gli altri ruoli apicali sono ricoperti da Guido Angelozzi (AD Operations), Rosario Zoino (AD Finance) e Piero Doronzo (Consigliere). Angelozzi è inoltre direttore operations e dell'area tecnica, Piero Doronzo è direttore dell'area organizzativa, marketing e comunicazione, mentre Rosario Zoino è direttore dell'area Finanza & Ticketing.
Aggiornato al 6 settembre 2024
- Maurizio Stirpe - Presidente
- Rosario Zoino - AD Finance e direttore area finanza & ticketing
- Piero Doronzo - Consigliere e AD Operations
- Renzo Castagnini - Direttore Sportivo
- Alessandra Morelli - Medico del lavoro
- Massimiliano Martino - Responsabile Comunicazione[109][110]
- Federico Casinelli - Coordinatore Marketing e S.L.O.
- Giovanbattista Ferrante - Responsabile AFC
- Sara Recchia - Responsabile Ticket
- Anna Fanfarillo - Responsabile acquisti
- Pierluigi D'Agostini - Responsabile segreteria sportiva, HR
- Daniele Palladino - Responsabile merchandising
- Clara Papa - Responsabile eventi
- Antonio Fraioli - Fotografo

### Sponsor
Di seguito i fornitori tecnici.
| Cronologia degli sponsor tecnici - 1984-1986 Le Coq Sportif - 1986-1992 ... - 1992-1995 Ennedue - 1995-1996 Erreà - 1996-1997 Admiral - 1997-1998 Gems - 1998-1999 Ennedue - 1999-2001 Erreà - 2001-2003 Legea - 2003-2005 Sport Point - 2005-2006 Zeus Sport - 2006-2018 Legea - 2018- Zeus Sport |

### Settore giovanile
Nel 2012, sotto la guida di Roberto Stellone, la squadra Berretti vince il campionato battendo 2-0 il Cuneo (reti di Paganini e Campagna). L'Under-17 vince la Supercoppa nella stagione 2011-2012.
Nel 2022 la formazione primavera per la prima volta nella sua storia è stata promossa nel campionato di Primavera 1, per poi mantenere la categoria al termine della stagione.

### Sezione femminile
Nella stagione 2022-2023, viene costituita la sezione femminile del club ciociaro a seguito della cessione del titolo sportivo dell’A.S.D. Roma XIV Decimoquarto, partecipante al campionato di Serie C.

### Impegno nel sociale
In seguito al terremoto dell'Aquila del 2009 il Frosinone ha devoluto gli incassi di quattro gare casalinghe e "adottando" il comune di Fossa. In seguito al terremoto del Centro Italia del 2016 il Frosinone ha devoluto al comune di Amatrice l'intero incasso della vendita di maglie autografate dei giocatori giallazzurri usate in due partite.

## Il Frosinone nella cultura di massa
La squadra ciociara viene nominata nella canzone del cantautore Rino Gaetano Mio fratello è figlio unico, pubblicata nel 1976: nella seconda strofa il cantante calabrese allude a un possibile trasferimento di Giorgio Chinaglia, famoso centravanti in forza alla Lazio, alla formazione giallazzurra, la quale all'epoca della pubblicazione del brano militava in Serie D. Inoltre, Frosinone è il titolo di un singolo del cantautore latinense Calcutta, contenuto nell'album Mainstream. Nel testo il cantautore fa menzione alla promozione del sodalizio ciociaro in Serie A.

## Allenatori e presidenti
- 1906-1928 ...
- 1928-1929  Luigi Esposito
- 1929-1947 ...
- 1947-1948  Renato Tofani
- 1948-1949  Hugo Lamanna
- 1949-1952 ...
- 1952-1953  Umberto De Angelis
- 1953-1954  Antenore Marmiroli
- 1954-1955  Carlo Sica
 Paolo Jacobini
 Umberto De Angelis
- 1955-1956  Italo Breviglieri
 Mario Genta
- 1956-1958  Mario Genta
- 1958-1963 ...
- 1963-1964  Renzo Merlin
 Adriano Zecca
- 1964-1965  Adriano Zecca
 Umberto De Angelis
- 1965-1966  Umberto De Angelis
- 1966-1967  Umberto De Angelis
 Amedeo Amadei
- 1967-1968  Zeffiro Furiassi
 Ivano Corghi
- 1968-1969  Carlo Orlandi
- 1969-1970  Umberto De Angelis
 Carlo Orlandi
 Gennaro Rambone
- 1970-1971  Giuseppe Banchetti
- 1971-1972  Luciano Lupi
 Claudio Surina
- 1972-1973  Feliciano Orazi
 Umberto Mannocci
- 1973-1974  Umberto Mannocci
- 1974-1975  Enzo Benedetti
 Amos Cardarelli
- 1975-1976  Giuseppe Banchetti
 Amos Mariani
- 1976-1977  Orlando Di Nitto
 Renato Piacentini
 Virginio De Paoli
- 1977-1978  Umberto Mannocci
- 1978-1979  Adelmo Eufemi
 Claudio Surina
 Umberto Mannocci
- 1979-1980  Giancarlo Grande
 Orlando Di Nitto
 Alberto Mari
- 1980-1982  Alberto Mari
- 1982-1983  Mario Facco
- 1983-1984  Mario Santececca
- 1984-1985  Mario Santececca
 Umberto Mannocci
 Mario Santececca
- 1985-1986  Mario Santececca
- 1986-1988  Alberto Mari
- 1988-1989  Alberto Mari
 Enzo Robotti
- 1989-1990  Rosario Rivellino
 Luciano Vescovi
 Rosario Rivellino
- 1990-1991  Francesco Andreetti
 Maurizio Simonato
- 1991-1992  Giorgio Magnocavallo
 Gianpiero Ceccarelli
 Antonio Antonucci
- 1992-1993  Gianfranco Tosoni
 Giancarlo Di Carlo
 Giancarlo Carloni
- 1993-1994  Giancarlo Carloni
 Luciano Vescovi
- 1994-1995  Luciano Vescovi
 Giuliano Farinelli
 Luciano Vescovi
- 1995-1996  Alberto Mari
- 1996-1997  Carlo Orlandi 
 Francesco Anellino
 Roberto Sorrentino
 Carlo Ripari
- 1997-1998  Bruno Giordano
 Carlo Ripari
 Alfredo Ballarò
- 1998-1999  Claudio Di Pucchio
- 1999-2000  Alberto Mari
 Massimo Cipriani
- 2000-2001  Stefano Sanderra
- 2001-2002  Stefano Sanderra
 Ignazio Arcoleo
- 2002-2003  Leonardo Bitetto
 Giovanni Pagliari
- 2003-2004  Francesco Giorgini (1ª-9ª)
 Daniele Arrigoni (10ª-34ª)
- 2004-2005  Dino Pagliari
- 2005-2007  Ivo Iaconi
- 2007-2008  Alberto Cavasin
- 2008-2009  Piero Braglia
- 2009-2010  Francesco Moriero (1ª-37ª)
 Guido Carboni (38ª-42ª)
- 2010-2011  Guido Carboni (1ª-21ª)
 Salvatore Campilongo (22ª-42ª)
- 2011-2012  Carlo Sabatini (1ª-14ª)
 Eugenio Corini (15ª-34ª)
- 2012-2016  Roberto Stellone
- 2016-2017  Pasquale Marino
- 2017-2018  Moreno Longo
- 2018-2019  Moreno Longo (1ª-16ª) 
 Marco Baroni (17ª-38ª)
- 2019-2020  Alessandro Nesta
- 2020-2021  Alessandro Nesta (1ª-30ª) 
 Fabio Grosso (31ª-38ª)
- 2021-2023  Fabio Grosso
- 2023-2024  Eusebio Di Francesco
- 2024-2025  Vincenzo Vivarini (1ª-9ª) 
 Leandro Greco (10ª-26ª)
 Paolo Bianco (27ª-38ª)
- 2025-  Massimiliano Alvini

- 1906-1925  Leone Vivoli
- 1925-1930 ...
- 1930-1935  Emilio Frongia
- 1935-1963 ...
- 1963-1964  Augusto Orsini
- 1964-1965  Angelo Cristofari,  Vincenzo Mossini e  Roberto Stirpe
- 1965-1967  Roberto Stirpe e  Benito Stirpe
- 1967-1970  Dante Spaziani
- 1970-1972  Gaetano Marocco
- 1972-1975  Domenico Franceschi
- 1975-1976  Giuseppe Battista
- 1976-1977  Raffaele Bizzicari
- 1977-1980  Domenico Antonio Marini
- 1980-1982  Giovanni Battista Lenzini
- 1982-1983  Umberto Celani
- 1983-1985  Giuliano Giurgola
- 1985-1986  Eraldo Profumo
- 1986-1987  Tito Di Vito
- 1987-1989  Mario Iannarilli
- 1989-1990  Alfredo Scaccia
- 1990-1992  Angelo Deodati
- 1992-1993  Francesco Cuzzocrea
- 1993-1998  Massimo Conti
- 1998-2000  Giacomo Carbone
- 2000-2003  Rosettano Navarra
- 2003-  Maurizio Stirpe

## Calciatori

### Il Frosinone e le nazionali di calcio
Al campionato d'Europa 2016 in Francia, ha partecipato – per la prima volta nella storia della competizione – un tesserato del club frusinate, l'albanese Arlind Ajeti. Nella UEFA Nations League 2022-2023, il Frosinone ha visto tra i suoi giocatori, convocati con la Nazionale italiana di calcio, il difensore Federico Gatti e l'attaccante Alessio Zerbin.

## Palmarès

### Competizioni nazionali
- Serie B: 1

2022-2023
- Serie C2: 2

1986-1987 (girone D), 2003-2004 (girone C)
- Serie D: 2

1965-1966 (girone D), 1970-1971 (girone F)

### Competizioni regionali
- Seconda Categoria: 1

1959-1960
- Seconda Divisione: 1

1945-1946 (girone E)

### Competizioni giovanili
- Campionato Primavera 2: 1

2024-2025 (girone B)
- Supercoppa Primavera 2: 1

2025
- Campionato nazionale Dante Berretti: 1

2011-2012
- Campionato Allievi Nazionali: 1

2011-2012
- Supercoppa Allievi: 1

2011-2012

### Altri piazzamenti
- Serie B:

Secondo posto: 2014-2015
Terzo posto: 2016-2017, 2017-2018
- Serie C1:

Secondo posto: 2005-2006 (girone B)
- Lega Pro Prima Divisione:

Secondo posto: 2013-2014 (girone B)
- Serie C2:

Secondo posto: 1995-1996 (girone C)
Terzo posto: 1981-1982 (girone C), 1984-1985 (girone D), 1989-1990 (girone D)
- Serie D:

Secondo posto: 1967-1968 (girone F), 1969-1970 (girone F), 1976-1977 (girone F), 1980-1981 (girone D), 2000-2001 (girone H)
- Campionato Nazionale Dilettanti:

Terzo posto: 1993-1994 (girone G)
- Seconda Divisione:

Secondo posto: 1933-1934
- Terza Divisione:

Secondo posto: 1932-1933 (girone C)
- Coppa Italia Serie C:

Finalista: 2004-2005
Semifinalista: 2005-2006

## Statistiche e record

### Partecipazione ai campionati
| Livello | Categoria                           | Partecipazioni | Debutto   | Ultima stagione | Totale |
| ------- | ----------------------------------- | -------------- | --------- | --------------- | ------ |
| 1º      | Serie A                             | 3              | 2015-2016 | 2023-2024       | 3      |
| 2º      | Serie B                             | 14             | 2006-2007 | 2025-2026       | 14     |
| 3º      | Prima Divisione                     | 1              | 1934-1935 | 1934-1935       | 14     |
| 3º      | Serie C                             | 6              | 1947-1948 | 1974-1975       | 14     |
| 3º      | Serie C1                            | 4              | 1987-1988 | 2005-2006       | 14     |
| 3º      | Lega Pro Prima Divisione            | 3              | 2011-2012 | 2013-2014       | 14     |
| 4º      | Promozione                          | 4              | 1948-1949 | 1951-1952       | 37     |
| 4º      | IV Serie                            | 5              | 1952-1953 | 1956-1957       | 37     |
| 4º      | Campionato Interregionale - 1ª Cat. | 1              | 1957-1958 | 1957-1958       | 37     |
| 4º      | Campionato Interregionale           | 1              | 1958-1959 | 1958-1959       | 37     |
| 4º      | Serie D                             | 10             | 1963-1964 | 1977-1978       | 37     |
| 4º      | Serie C2                            | 16             | 1978-1979 | 2003-2004       | 37     |
| 5º      | Serie D                             | 4              | 1979-1980 | 2000-2001       | 8      |
| 5º      | Campionato Interregionale           | 2              | 1990-1991 | 1991-1992       | 8      |
| 5º      | Campionato Nazionale Dilettanti     | 2              | 1992-1993 | 1993-1994       | 8      |

### Statistiche di squadra
Il Frosinone detiene, ad oggi, il record del gol più tardo mai segnato nella storia della Serie A, al 103' della sfida del 3 aprile 2019 contro il Parma.

### Statistiche individuali

Marco Cari, storico portiere del Frosinone e recordman di presenze con i canarini.

Il calciatore con più presenze nella storia del Frosinone è Marco Cari con 287 presenze, mentre il miglior marcatore di sempre è Daniel Ciofani con 73 gol. Tra gli stranieri il record di gol è del brasiliano Éder, con 20 gol in una stagione e mezza, tra il gennaio 2008 e il giugno 2009.
Di seguito i record di presenze e reti nei campionati italiani del Frosinone, coppe escluse.
In grassetto i calciatori attualmente militanti in squadra. Dati aggiornati al 5 agosto 2022.
| Record di presenze - 287 Marco Cari (1980-1989) - 272 Giorgio Davato (1979-1982, 1983-1989) - 250 Gianni Gabriele (????) - 228 Fabrizio Perrotti (1980-1986, 1995-1998, 2001-2003) - 218 Daniel Ciofani (2013-2019) - 215 Mirko Gori (2012-2022) - 205 Pietro Del Sette (????) - 202 Marco Bagaglini (1990-1998) - 202 Federico Dionisi (2014-2021) - 198 Raniero Pellegrini (????) | Record di reti - 73 Daniel Ciofani (2013-2019) - 64 Paolo Santarelli (1974-1977, 1980-1983) - 63 Federico Dionisi (2014-2021) - 43 Francesco Caputi (????) - 40 Camillo Ciano (2017-2022) - 38 Francesco Lodi (2006-2008, 2010-2011) - 36 Paolo Russo (????) - 35 Salvatore Silvestri (????) - 35 Angelo Brunello (1972-1975) - 34 Tonino Spaziani (????) |

## Tifoseria
Secondo un'indagine condotta e pubblicata annualmente da due società specializzate in sondaggi e ricerche di mercato, la StageUp e la Ipsos, al 2023 la squadra può contare in Italia su un seguito stimato in circa 68 000 tifosi.
La tifoseria giallazzurra contribuisce ad una percentuale di riempimento dello Stadio Benito Stirpe, durante le gare casalinghe del Frosinone, pari all'86,52% che risulta tra le più alte del panorama calcistico italiano nella stagione 2023-2024. La migliore media di pubblico stagionale per la squadra, in campionato, fu registrata nell'annata 2023-2024, quando vi fu una presenza media di 14 650 spettatori per gara. I tifosi ciociari hanno invece fatto segnare il primato di abbonamenti stagionali in campionato per il club, acquistando 10 406 tessere, nella stagione 2019-2020 in cui il club era iscritto alla Serie B.

### Storia
Gli inizi del tifo organizzato a Frosinone si hanno a partire dai primi anni 1970, con la nascita dei Fedayn. La curva del tifo organizzato era la Curva Sud. Nel 1979 nascono gli Heroes, il cui primo nome era The Heroes; dal 1982 si chiameranno con la denominazione attuale ovvero Heroes Korps. Nel 1986 prendono vita I Ragazzi della Sud, gruppo ufficialmente attivo per due anni, con uno striscione grande quanto il settore che li ospitava, allora il più grande della Serie C2, i cui componenti venivano tutti dal quartiere del Sacro Cuore. I Ragazzi della Sud, per l'eco delle loro imprese, vengono soprannominati gli “atalantini del Sud”. In quegli anni sorge anche uno dei primi gruppi ultras di sole ragazze, le Freak Sisters. Nel frattempo la tifoseria organizzata si sposta in Curva Nord sebbene, fino alla fine degli anni 1980, era consuetudine che una grossa fetta degli ultrà si "trasferisse" dalla curva Nord alla Sud durante l'intervallo delle partite.

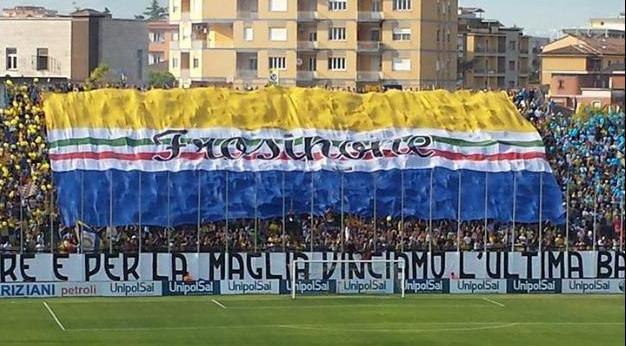
La curva Nord frusinate in occasione della finale play-off contro il, nel campionato di Prima Divisione 2013-2014.

Ad oggi la tifoseria è organizzata dal gruppo ultras FRUSINATI, che si occupa da qualche anno della gestione della tifoseria nel suo insieme, organizzando striscioni, coreografie, cori, trasferte e tutte le attività connesse alla Curva Nord in genere. Tra gli altri gruppi ultras frusinati si ricordano anche gli Uber Alles, nati nel 1989, gli Alcool Trip, uno dei gruppi storici del settore distinti, e Vecchio Leone, Gruppo Sciacqua, Monelli e Ultras, unitisi poi dietro il nome di Ultras Frosinone e il gruppo Brigata '96 MSGC. In seguito all'arrivo della tessera del tifoso, il gruppo Uber Alles si sposta nei distinti accanto ai FRVSNA ed è protagonista della lotta contro tale provvedimento, tornando a occupare la propria posizione nel cuore della Nord solo al termine della stagione 2013-2014. Nel 2014 nasce infine il gruppo Curva al Nord, che riunisce i tifosi ciociari sparsi per l'Italia per studio o per lavoro. Numerosi nel corso degli anni sono stati gli incidenti e gli scontri che hanno visto protagonista la tifoseria frusinate, in particolar modo negli anni 1980 con scontri a Siena e Potenza o in casa contro Latina, Campobasso e Reggina nonché in numerose altre circostanze, anche nei decenni successivi.

### Gemellaggi e rivalità
La tifoseria del Frosinone è gemellata esclusivamente, dal 1985, con i tifosi della Paganese, dal 1987 con gli ultras del Messina e dal 2002 con la tifoseria sarda dell'Olbia.
Tra le amicizie, dal 2006 intercorrono buone relazioni con i tifosi del Vicenza, dal 2012 con quelli dell'Avellino e dal 2017 con quelli della Cremonese.
In passato, vi furono rapporti di amicizia anche con le tifoserie di Casertana e Cassino, poi diventati rivali. In particolare con la Casertana, la tifoseria frusinate ebbe dapprima una grossa rivalità che fu pian piano sanata e che portò addirittura a un gemellaggio tra le due tifoserie, durato alcuni anni, interrotto definitivamente nel 1996 assieme al gemellaggio con i cassinati, dopo la sconfitta del Frosinone a Benevento. Questa rivalità arrivò tra l'altro al picco massimo con i play-out della stagione di Serie C2 1996-1997 quando nello spareggio finale dopo lo 0-0 d'andata, al ritorno il Frosinone al Matusa batté per 1-0 la Casertana, con gol dell'ex Campilongo, spedendola in Serie D.

La curva Nord frusinate durante il derby del 3 dicembre 1989 in Serie C2.

Per quanto riguarda le rivalità, la più accesa è senza dubbio quella contro gli odiati "cugini" pontini del Latina, rivalità che va ben oltre il calcio. Il Derby del Basso Lazio è molto sentito dalle due tifoserie e dalle due città ed è spesso sfociato in episodi di violenza, i più gravi dei quali si registrarono nella seconda metà degli anni 1980.
Il primo derby si disputò nella stagione 1946-1947, nell'allora Prima Divisione. Per il Frosinone restano memorabili il derby del 1987, vinto tre a zero, che sancì ufficialmente la prima promozione dei ciociari in Serie C1 e la retrocessione dei cugini pontini, e quello del 25 aprile 2004, a Latina, quando il Frosinone vinse per uno a zero ottenendo proprio in quella sfida tre punti fondamentali per la nuova promozione in Serie C1. Da allora le strade delle due squadre si sono nettamente separate: mentre il Frosinone partecipava per cinque stagioni consecutive al campionato di Serie B, il Latina dopo una nuova retrocessione in Serie D era costretto al fallimento con ripartenza dall'Eccellenza. Dopo otto anni di assenza, il Derby del Basso Lazio è tornato nella stagione di Lega Pro Prima Divisione 2011-2012, per poi fare il proprio storico esordio anche in Serie B il 2 novembre 2014, con una netta vittoria per 1-4 del Frosinone ai danni del Latina.
Tra le rivalità più sentite ci sono anche quelle con le tifoserie della Reggina (tifoseria gemellata con Latina e rivale dei messinesi, con la quale si verificarono gravi incidenti nel 1987), della Nocerina (acerrima rivale della Paganese), della Viterbese (gemellata con il Latina) e più recentemente con quella del Foggia.
Ulteriori rivalità da menzionare sono quelle con le tifoserie di Benevento, Palermo (per i fatti accaduti durante finale dei play-off di Serie B, del 16 giugno 2018), Brindisi, Giulianova, Pro Patria e Martina e, più recenti, quelle con le tifoserie di Bari, Bologna, Perugia, Pisa, Grosseto, Salernitana e Mantova.

## Organico

### Rosa 2025-2026
Rosa aggiornata al 16 agosto 2025.
| N. |                                 | Ruolo | Calciatore                    |
| -- | ------------------------------- | ----- | ----------------------------- |
| 1  | Albania (bandiera)              | P     | Alen Sherri                   |
| 2  | Danimarca (bandiera)            | D     | Victor Hegelund               |
| 3  | Italia (bandiera)               | D     | Gabriele Calvani              |
| 4  | Italia (bandiera)               | D     | Davide Biraschi               |
| 5  | Italia (bandiera)               | D     | Riccardo Marchizza (capitano) |
| 6  | Italia (bandiera)               | D     | Jacopo Gelli                  |
| 7  | Francia (bandiera)              | A     | Farès Ghedjemis               |
| 8  | Grecia (bandiera)               | C     | Īlias Koutsoupias             |
| 9  | Italia (bandiera)               | A     | Antonio Raimondo              |
| 10 | Italia (bandiera)               | C     | Francesco Gelli               |
| 11 | Italia (bandiera)               | A     | Lorenzo Gori                  |
| 12 | Bosnia ed Erzegovina (bandiera) | P     | Eldin Lolić                   |
| 14 | Italia (bandiera)               | C     | Giacomo Calò                  |
| 16 | Italia (bandiera)               | C     | Matteo Cichella               |
| 17 | Georgia (bandiera)              | A     | Giorgi Kvernadze              |
| 18 | Italia (bandiera)               | C     | Filippo Grosso                |
| 19 | Italia (bandiera)               | D     | Niccolò Corrado               |
| 20 | Gabon (bandiera)                | D     | Anthony Oyono                 |

| N. |                      | Ruolo | Calciatore            |
| -- | -------------------- | ----- | --------------------- |
| 21 | Gabon (bandiera)     | D     | Jérémy Oyono          |
| 22 | Italia (bandiera)    | P     | Lorenzo Palmisani     |
| 23 | Albania (bandiera)   | D     | Sergio Kalaj          |
| 24 | Gambia (bandiera)    | C     | Abdoulie Ndow         |
| 27 | Italia (bandiera)    | C     | Lorenzo Schietroma    |
| 28 | Italia (bandiera)    | A     | Massimo Zilli         |
| 29 | Venezuela (bandiera) | A     | Alejandro Cichero     |
| 30 | Italia (bandiera)    | D     | Ilario Monterisi      |
| 32 | Italia (bandiera)    | D     | Edoardo Masciangelo   |
| 40 | Gambia (bandiera)    | A     | Muhammed Colley       |
| 45 | Italia (bandiera)    | A     | Lorenzo Befani        |
| 46 | Italia (bandiera)    | C     | Matteo Toci           |
| 58 | Italia (bandiera)    | P     | Francesco Minicangeli |
| 77 | Canada (bandiera)    | A     | Damar Dixon           |
| 78 | Italia (bandiera)    | A     | Alessandro Selvini    |
| 79 | Italia (bandiera)    | D     | Gabriele Bracaglia    |
| 99 | Italia (bandiera)    | A     | Kevin Barcella        |